# 2018

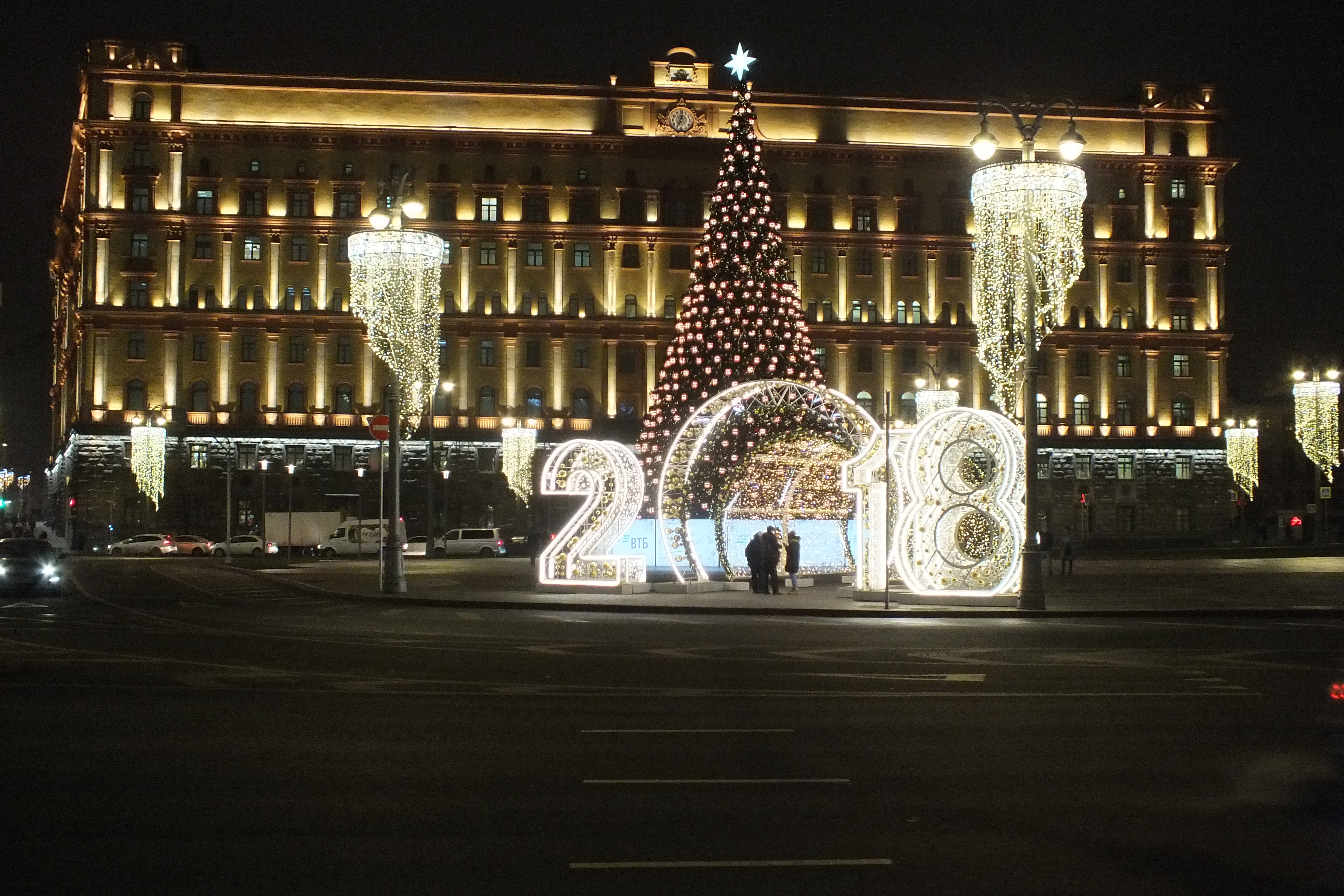
سنة 2018

سنة 2018 م (بالأرقام الرومانية: MMXVIII) سنة بسيطة تبدأ يوم الإثنين (الرابط يظهر نموذج الجدول الزمني الكامل للسنة) من التقويم الغريغوري. وهي السنة 2018 بعد الميلاد والسنة 18 في الألفية الثالثة والقرن الواحد والعشرين والسنة ال9 في عقد 2010.

## الأحداث
- 19 يوليو: نهاية حصار الفوعة وكفريا والذي بدأ في 28 مارس 2015.
- 30 أكتوبر: زلزال بقوة 6.2 على مقياس ريختر يضرب نيوزيلندا.
- 18 أغسطس: زلزال بقوة 8.2 على مقياس ريختر يضرب فيجي.
- 19 أغسطس: زلزال بقوة 6.9 على مقياس ريختر يضرب إندونيسيا.
- 6 أكتوبر: زلزال يضرب هايتي ويخلف 548 جريحا و18 قتيلا.
- 9 أبريل: زلزال بقوة 5.7 على مقياس ريختر يضرب اليابان ويخلف 9 جريحا.
- 21 أغسطس: زلزال يضرب فنزويلا ويخلف 5 قتيلا.
- 11 فبراير: زلزال يضرب كوريا الجنوبية ويخلف 40 جريحا.
- 16 ديسمبر: زلزال يضرب الصين ويخلف 16 جريحا.
- 6 سبتمبر: زلزال بقوة 6.6 على مقياس ريختر يضرب اليابان ويخلف 120 جريحا و37 قتيلا.

## أحداث

### يناير
- - وكالة إدارة الطوارئ في هاواي ترسل تحذيرا كاذب عن هجوم صاروخى بالى، مما تسبب في حالة من الذعر في جميع أنحاء الولاية.

- - (العاصفة فريدريك 2018) عاصفة هوجاء تضرب أوروبا الغربية وتخلف خسائر بشرية ومادية في كل من أيرلندا بريطانيا بلجيكا هولندا ألمانيا وبولندا
- 20 يناير:
  - تركيا، بقيادة الرئيس رجب طيب أردوغان، يعلن بدأ هجوم عسكري على جزء من شمال سوريا على القوات الكردية، أطلق عليه تسمية عملية غصن الزيتون.
  - تعطيل الحكومة الفيدرالية الأمريكية 2018 حصل بعد فشل الحكومة الفيدرالية الأمريكية في تمرير مشروع قانون التمويل القانوني المناسب للعمليات والوكالات الحكومية

- - انطلاق القمة الثلاثون للاتحاد الإفريقي في العاصمة الأثيوبية اديس ابابا.
  - الانتخابات الرئاسية في فنلندا
  - الانتخابات الرئاسية في قبرص.

### فبراير
- 4 فبراير:
  - تتويج المنتخب المغربي بـ بطولة أمم إفريقيا للمحليين 2018 للمرة الأولى في تاريخه.
  - أعيد انتخاب نيكوس أناستاسيادس في الجولة الثانية من الانتخابات الرئاسية في قبرص
  - الانتخابات الرئاسية والتشريعية في كوستاريكا.
  - الاستفتاء في الإكوادور.
- 6 فبراير: نجاح إطلاق صاروخ فالكون الثقيل من قاعدة مركز كينيدي للفضاء
- 7 فبراير: انتخابات الجمعية الوطنية النيبالية.
- 9 فبراير - انطلاق دورة الألعاب الأولمبية الشتوية الثالثة والعشرين في بيونغتشانغ في كوريا الجنوبية
- 10 فبراير: إسقاط طائرة إف 16 إسرائيلية بنيران سورية - واعتراض طائرة استطلاع إيرانية من طرف الجيش الإسرائيلي.
- 11 فبراير: سقوط طائرة الركاب الروسية خطوط ساراتوف الجوية رحلة 703 ومقتل 71 شخص.
  - الانتخابات البرلمانية في موناكو.
- 14 فبراير:
  - استقالة جاكوب زوما من رئاسة جنوب أفريقيا بعد تسع سنوات في السلطة.
  - حادث إطلاق نار في مدرسة ثانوية مارجوري ستونمان دوغلاس في مدينة باركلاند بولاية فلوريدا. مما أسفر عن مقتل 17 شخصا في هذه العملية. وقد اعتقلت الشرطة المشتبه بارتكابه الحادث ويحمل اسم نيكولاس كروز، وله من العمر 19 عاما، وهو تلميذ سابق في المدرسة نفسها سبق أن طرد منها.
- 15 فبراير:
  - كسوف الشمس الجزئية مرئية في جنوب أمريكا الجنوبية وأنتاركتيكا.
  - سيريل رامافوزا يصبح رئيس جنوب أفريقيا الجديد بعد استقالة جاكوب زوما،
- 16 فبراير:
  - مؤتمر ميونخ للأمن 2018
- 17 فبراير:
  - شنت طائرات حربية إسرائيلية، غارات على غزة آثر إصابة أربعة جنود إسرائيليين في انفجار عبوة ناسفة قرب السياج مع القطاع.
  - كوسوفو تحتفل في العاصمة بريشتينا بمناسبة مرور 10 عشر سنوات على الاستقلال عن صربيا.
  - حادث تصادم قطار وحافلة في المغرب، وقع الحادث عند معبر بالقرب من منطقة «بني مكادة» في مدينة طنجة شمال المغرب، 6 قتلى و14 مصاباً.
- 18 فبراير:
  - مقتل 66 شخصا في حادث تحطم طائرة ركاب إيرانية جنوب أصفهان
  - 5 قتلى في حادث اطلاق نار بكنيسة في مدينة كيزليار داغستان 2018.
- 19 فبراير:
  - موزمبيق: مصرع 17 شخصا جراء انهيار جبل من القمامة (كومة قمامة). بسبب الأمطار الكثيفة. ووقع الحادث حوالي الساعة الثالثة صباحا في حي هولين الفقير، الذي يبعد عشرة كيلومترات عن وسط مابوتو. (فيضانات موزمبيق 2018)
- 20 فبراير:
  - مصر، قررت محكمة جنايات جنوب القاهرة إدراج عبد المنعم أبو الفتوح رئيس حزب مصر القوية والمرشح الرئاسي السابق في «قوائم الإرهابيين» بناء على المذكرة المقدمة من النائب العام.
- 21 فبراير:
  - البحرين: قضت المحكمة الكبرى الجنائية في البحرين، بسجن الناشط نبيل رجب خمسة أعوام بعد إدانته «بإذاعة أخبار كاذبة أساء من خلالها إلى الهيئات النظامية وإهانة دولة أجنبية». وتعود أحداث القضية إلى العام 2015 حين نشر رجب على حسابه على تويتر تغريدات اتهم فيها السلطات البحرينية بتعذيب السجناء وإذلالهم.
- 24 فبراير:
  - أفغانستان: مقتل أكثر من 20 شخصا معظمهم من أفراد الجيش الأفغاني في هجمات متفرقة في ثلاثة أقاليم أفغانية، وحركة طالبان تعلن مسيوؤلياتها.
  - الصومال: انفجاران قرب مقر الاستخبارات والقصر الرئاسي في العاصمة مقديشو يسفر عن 38 قتيل و20 مصاب ومقتل 5 مسلحين وحركة شباب المجاهدين تعلن مسؤولياتها.
- 25 فبراير:
  - كنيسة القيامة في القدس تُغلق أبوابها أمام الزائرين لِأوَّل مرَّة مُنذ عُقُود احتجاجًا على مشروع قانون إسرائيلي يقضي بفرض ضرائب على أملاك الكنائس.
- 26 فبراير:
  - زلزال بابوا غينيا الجديدة 2018 زلزالٌ عنيف بلغت قوَّته 7.5 درجات يضرب پاپوا غينيا الجديدة ويُؤدي إلى مقتل 31 شخصًا على الأقل وجرح ما يزيد عن 300.
  - القاهرةأعمال المؤتمر الدولي الثامن والعشرين للشؤون الإسلامية.
- 27 فبراير:
  - العاهل السعودي سلمان بن عبد العزيز يصدر أوامر ملكية تشمل إعفاء وتعيين عدد من القادة العسكريين، وإعفاء الفريق أول عبد الرحمن بن صالح البنيان رئيس هيئة الأركان من منصبه، وإحالة قائد قوات الدفاع الجوي الفريق الركن محمد بن عوض سحيم إلى التقاعد، وترقية اللواء جار الله بن محمد العلويط إلى رتبة فريق ركن وتعيينه قائدا لقوة الصواريخ الاستراتجية.
  - نتنياهو يقرر تجميد الإجراءات الضريبية ضد الكنائس وممتلكاتها في القدس.
  - خبراء دوليون: كوريا الشمالية زودت نظام بشار الأسد بشحنات تدخل في تصنيع الأسلحة الكيميائية.
  - السلطات المصرية تجدد حبس المستشار هشام جنينة 45 يوما.
  - إيطاليا حارس المرمى الأسطوري جانلويجي بوفون يتراجع عن اعتزاله.
  - بريطانيا: موجة جليد وبرودة قاسية تعرقل حركة السير والمواصلات واطلق عليها وحش قادم من الشرق (عاصفة 2018).
  - السودان: تغييرات واسعة في قيادة الجيش السوداني وتعيين كمال عبد المعروف الماحي رئيسا لهيئة الأركان
  - محكمة العدل الأوروبية تستثني مياه الصحراء الغربية من اتفاق الصيد البحري الموقع بين المغرب والاتحاد الأوروبي.
  - أعلنت وكالة الأنباء المغربية أن الملك محمد السادس البالغ من العمر 54 عامًا أجرى عملية جراحية في القلب بمستشفى امبرواز باريه بالعاصمة الفرنسية باريس بعد أن شعر في 20 يناير/ كانون الثاني بوعكة صحية بالقلب وأن الفحوصات الطبية كشفت أنه يعاني من رفرفة أذينية.
  - حكم القضاء التشيكي بإطلاق سراح صالح مسلم محمد رئيس حزب الاتحاد الديمقراطي الكردي السوري.
  - سلوفاكيا اغتيال الصحفي الاستقصائي يان كويساك يثير صدمة في سلوفاكيا.

28 فبراير:
- - مصر: 16 قتيلا وعشرات الجرحى بحادث تصادم قطارين في محافظة البحيرة.
  - القدس: كنيسة القيامة تفتح أبوابها بعد إغلاقها 3 أيام احتجاجا على فرض سلطات الاحتلال ضرائب على أوقاف الكنائس.
  - مؤتمر كابول لإحلال السلام في أفغانستان 2018، 25 من ممثلي دول غربية واقليمية ومنظمات دولية يشاركون في المؤتمر.
  - تونس بدأ في العاصمة التونسية، أعمال مؤتمر التكامل الاقتصادي العربي.

### مارس
- 2 مارس:
  - الانتخابات الرئاسية الأرمنية 2018
  - وفاة 26 شخصًا على الأقل وإصابة 4 آخرين في حريق اندلع في العاصمة الأذربيجانية باكو.
  - مقتل 30 شخصًا على الأقل وإصابة 85 آخرين في سلسلة هجمات إرهابية في واغادوغو عاصمة بوركينافاسو.
  - الولايات المتحدة إجلاء 30 ألفاً في كاليفورنيا جراء مخاوف انهيارات أرضية.
  - كينيا مقتل 5 شرطيين على أيدي مسلحين شمال شرق كينيا على الحدود مع الصومال، في هجوم يُشتبه بأن يكون قد نفذه عناصر من حركة الشباب الاسلامية المرتبطة بتنظيم القاعدة.
  - أعلنت السلطات الفرنسية مصرع ما لا يقل عن 4 متزلجين وإصابة آخر إثر وقوع انهيار جليدى، في منطقة «الألب ماريتيم» بجنوب شرق البلاد.
- 3 مارس:
  - الخارجية السودانية تعلن عودة سفيرها إلى القاهرة.
  - سلوفاكيا تفرج عن إيطاليين أوقفوا في قضية اغتيال يان كويساك الصحفي الاستقصائي.
  - اللاعب البرازيلي نيمار يجري عملية جراحية (العملية التي أجريت بإحدى مستشفيات مدينة بيلو هوريزونتي البرازيلية).
  - الولايات المتحدة ملايين السكان بدون كهرباء في أعقاب إعصار قنبلة.
  - غواتيمالا المحكمة الدستورية ترفض طعنا ضد نقل سفارتها إلى القدس.
  - واشنطن تمدد العقوبات المفروضة ضد فنزويلا لمدة عام آخر.
  - أعلنت جماعة نصرة الإسلام والمسلمين التابعة لتنظيم القاعدة في مالي مسؤوليتها عن هجومي واغادوغو عاصمة بوركينا فاسو، اللذين استهدفا مقر رئاسة أركان الجيش والسفارة الفرنسية وخلفا ثمانية قتلى.
  - إطلاق نار حول محيط البيت الأبيض الأمريكي، حادثة انتحار قرب البيت الابيض.
- 4 مارس:
  - إيطاليا تنتخب برلمانا جديدا (الانتخابات العامة الإيطالية 2018).
  - الكاتب البنغلاشي محمد ظفر إقبال (كاتب) يتعرض للطعن على يد شاب في سيلهت شمال بنغلادش، خلال إحدى الندوات، وقالت الشرطة أن الشاب يدعى فيض الحسن (21 عاما)، هو تلميذ سابق في مؤسسة إسلامية.
  - افتتاح فعاليات الدورة الثانية من مهرجان شرم الشيخ السينمائي.
- 5 مارس:
  - زعيم اليمين ماتيو سالفيني هو الفائز الأكبر في الانتخابات العامة الإيطالية 2018.
  - حاملة طائرات أمريكية كارل فينسون تصل فيتنام في زيارة تاريخية (لأول مرة منذ انتهاء الحرب الفيتنامية)
  - بلجيكا: توقيف ثمانية أشخاص في قضية «إرهاب» في حي مولنبيك بالعاصمة بروكسل.
  - وفد كوري جنوبي في زيارة تاريخية إلى الشمال للقاء الزعيم كم جونغ أون.
  - وفاة الأمير السعودي محمد بن عبد العزيز بن عياف آل مقرن
  - شرطة لوس أنجلوس تلقي القبض على رجل بتهمة سرقته جائزة الأوسكار من الممثلة الأمريكية فرانسيس مكدورماند، والمتهم يسمى تيري براينت ويبلغ من العمر 47 عاما.
- 6 مارس:
  - سلطات سريلانكا تفرض حالة الطوارئ في منطقة كاندي عقب أعمال عنف عرقية وإحراق منازل ومحلات تجارية للمسلمين
  - منظمة التعاون الإسلامي، تعرب عن إدانتها لقرار جمهورية غواتيمالا بنقل سفارتها إلى مدينة القدس المحتلة في منتصف مايو 2018.
  - العاهل الأردني الملك عبد الله الثاني بن الحسين يبحث مع الأمين العام لحلف شمال الاطلسي ينس ستولتنبرغ جهود «محاربة الإرهاب» والتعاون في المجالات العسكرية والتدريبية.
  - موسكو إبرام مذكرة بين موسكو وطهران لضخ الغاز من إيران إلى الهند.
  - بركان «جيمس بوند» باليابان ينفث رمادا ودخانا في الهواء (ويقع بركان شينمويداكي بمنطقة ريفية على بعد 985 كيلومترا من طوكيو، وكان قد ظهر في أحد أفلام جيمس بوند في الستينات، لذلك أطلق عليه اسم بركان «جيمس بوند»)
  - زلزال بقوة 6.7 درجة يضرب بابوا في غينيا الجديدة.
  - بريطانيا: بدء التحقيقات بحادثة تسمم الجاسوس الروسي المزدوج السابق سيرغي سكريبال.
- 7 مارس:
  - الملكة إليزابيث الثانية تستقبل ولي العهد السعودي الأمير محمد بن سلمان آل سعود في قصر بكنغهام.
  - تحطم مروحية روسية في الشيشان (مع الحدود الجورجية) مصرع ثمانية أشخاص (المروحية من طراز ميل مي-8).
  - وزراء الداخلية العرب يبدأون اجتماعهم الـ 35 لمجلس وزراء الداخلية العرب في الجزائر.
  - تونس تمد حالة الطوارئ في البلاد لسبعة أشهر أخرى.
  - الكنيست الإسرائيلي يصادق على قانون سحب الإقامة من سكان القدس.
  - مقتل محمد زاهر حقاني رئيس الحج والأوقاف بهجوم انتحاري في مدينة جلال اباد الأفغانية.
  - القاهرة توافق على إنشاء منطقة صناعية روسية في قناة السويس.
  - الانتخابات العامة سيراليون 2018.
- 8 مارس:
  - اليوم العالمي للمرأة
  - الأمين العام لجامعة الدول العربية يطالب رئيس غواتيمالا بالتراجع عن قرار نقل سفارة بلاده إلى القدس المحتلة
  - لندن رئيس أساقفة كانتربري، جاستن ويلبي يستقبل ولي العهد السعودي الأمير محمد بن سلمان آل سعود واعرب له عن تأسفه للأزمة الإنسانية في اليمن داعيا الأمير محمد بن سلمان إلى «فعل كل ما بوسعه للحد من معاناة المدنيين ووقف الأزمة».
  - الاتحاد الأوروبي لأول مرة في تاريخه يعين امرأة رئيسا للشرطة الأوروبية السيدة كاترين ديبول.
  - الرئيس ترامب يوقع قرار الرسوم الجمركية على الصلب والألمنيوم مستثنيا المكسيك وكندا. البنك المركزي الأوروبي ينتقد خطة ترامب ويصفها بالخطيرة.
- 10 مارس:
  - احتجاجات بكربلاء العراق تنديدا باعتقال إيران للسيد حسين الشيرازي نجل المرجع الديني صادق الحسيني الشيرازي.
  - مقتل شاب فلسطيني (الشاب أعمير عمر إبراهيم شحادة (23 عاما)) برصاص القوات الإسرائيلية خلال مواجهات مع شبان في قرية عوريف جنوب نابلس.
  - إيران تستدعي سفير بريطانيا (نيكولاس هاب) لإبلاغه احتجاجها الشديد على الاعتداء الذي تعرضت له السفارة الإيرانية في لندن.
- 11 مارس:
  - فرنسا أُعيد انتخاب مارين لوبان على رأس حزب الجبهة الوطنية اليميني، في انتخابات خالية من أي منافسة باعتبار لوبان المرشحة الوحيدة، التي كانت فيها.
  - الانتخابات البرلمانية الكولومبية 2018.
  - الانتخابات البرلمانية الكوبية 2018.
  - بكين-الصين: قرر البرلمان الصيني إلغاء القيود التي تحدد مدة معينة لا يمكن تجاوزها لتولي الرئاسة، مما يمهد الطريق أمام الرئيس الصيني شي جين بينغ للبقاء في منصبه لأجل غير مسمى.
  - 11 قتيلاً جراء تحطم طائرة تركية في إيران، بينما كانت في طريقها من الشارقة إلى إسطنبول.
  - روسيا تعلن نجاح تجربة إطلاق صاروخ يفوق سرعة الصوت.
  - السلطات المصرية تجدد حبس الصحفي محمود حسين لمدة 45 يوما.
  - هجوم بسكين على مقر سفير إيران في فيينا ومقتل المهاجم.
- 12 مارس:
  - نيويورك تحطم مروحية تابعة لمجموعة ليبرتي السياحية في النهر الشرقي في نيويورك، (تحطمت في النهر بعد الساعة 19,00 (23,00 ت غ)). وقال ناطق باسم شرطة نيويورك لوكالة فرانس برس توفي خمسة أشخاص مشيرا إلى أن القتلى هم جميع ركاب المروحية.
  - مصرع 38 راكبا وإصابة 23 إثر تحطم طائرة بنغالية في كاتماندو عاصمة نيبال.
  - انطلاق مهرجان الإسماعيلية الدولي السابع عشر لرياضة سباقات الهجن
  - وفاة الأمير بندر بن خالد الفيصل بن عبد العزيز آل سعود
  - البرلمان الصومالي يقرر منع شركة موانئ دبي العالمية من العمل في الصومال بسبب انتهاكها سيادة أراضيه.
  - بريطانيا تقول إن روسيا هي على الأرجح المسؤولة عن تسميم الجاسوس الروسي السابق سيرغي سكريبال وابنته.
- 13 مارس:
  - واشنطن: الرئيس الأمريكي دونالد ترامب يقيل وزير الخارجية ريكس تيلرسون من منصبه ويعلن عن اختياره لمدير وكالة المخابرات المركزية مايك بومبيو خلفاً له، وعن اختياره لجينا هاسبل كمديرة جديدة لوكالة المخابرات المركزية وكأول امرأة في هذا المنصب في التاريخ الأميركي.
  - انفجار يستهدف موكب رئيس الوزراء الفلسطيني رامي الحمد الله في بيت حانون بعد دخوله إلى قطاع غزة ما أوقع سبعة جرحى،
  - المنتدى الاجتماعي العالمي بـ سالفادور (باهيا) في برازيل
  - عُثر على رجل الأعمال الروسي نيكولاي جلوشكوف ميتاً في منزله بالعاصمة لندن البريطانية
- 14 مارس:
  - رئيس سلوفينيا بوروت باهور يتسلم استقالة رئيس الوزراء ميرو سيرار، بسبب قضية اغتيال الصحفي الاستقصائي يان كويساك
  - بريطانيا تعلن طرد 23 دبلوماسيا روسيا على خلفية تسميم العميل الروسي السابق سيرغي سكريبال.
  - الناتو يدعو روسيا للإجابة عن استفسارات بريطانيا حول قضية تسميم سيرغي سكريبال.
  - مجلس الأمن يعقد اجتماعًا طارئًا حول تسميم لعميل الروسي السابق سيرغي سكريبال.
  - البرلمان الألماني ينتخب أنغيلا ميركل رسميا مستشارة لولاية رابعة.
  - اقتحم العشرات من المستوطنين اليهود المسجد الأقصى.
  - وفاة عالم الفيزياء الشهير البريطاني ستيفن هوكينغ عن عمر 76 عاماً
  - 7 قتلى جراء تفجير استهدف حاجزا أمنيا قرب لاهور الباكستانية
- 15 مارس:
  - الجزائر تستدعي سفير مالي بعد الهجوم على سفارتها في باماكو.
  - ميامي: مقتل ستة اشخاص في حادث انهيار جسر مشاة جامعة فلوريدا الدولية
  - سقوط مروحية أمريكية قرب مدينة القائم غربي العراق ومقتل جميع أفراد طاقمها العسكريين الأمريكيين.الهليكوبتر من طراز سيكورسكي إتش إتش-60 بايف هوك.
  - ليبيا: اختطاف المدعي العام العسكري الليبي بحكومة الوفاق الوطني اللواء مسعود أرحومة من امام منزله بالعاصمة طرابلس
- 16 مارس:
  - إسبانيا: مواجهات عنيفة في مدريد بين الشرطة ومهاجرين أفارقة بعد وفاة بائع متجول سنغالي.
  - القدس: قُتل جنديان إسرائيليان وأُصيب آخران في الضفة الغربية حين دهستهم سيارة يقودها فلسطيني.
  - الفيفا يقرر رسمياً رفع الحظر عن اللعب في الملاعب العراقية.
  - رسميًا الفيفا يعلن استخدام تقنية «حكم الفيديو» في مونديال روسيا 2018.
  - انطلاق الدورة السابعة من مهرجان الأقصر للسينما الأفريقية
- 17 مارس
  - أعلنت روسيا طرد 23 دبلوماسيا بريطانيا خلال أسبوع، وسحب ترخيص لفتح قنصلية بريطانية في مدينة سان بطرسبرغ، ردا على إجراءات اتخذتها لندن على خلفية تسميم العميل الروسي السابق سيرغي سكريبال.
  - لندن: إلغاء أكثر من 115 رحلة في مطار هيثرو بسبب عاصفة ثلوج.
  - مصرع 16 شخصا (بينهم ستة أطفال) في غرق مركب مهاجرين قبالة اليونان.
  - المغرب: اكتشاف أقدم جينات بشرية في أفريقيا (جينات 15 ألف سنة وتعد الأقدم على الإطلاق في أفريقيا. مكتشفة بكهف تافوغالت قرب مدينة بركان شمال شرقي المغرب).
- 18 مارس
  - الانتخابات الرئاسية الروسية 2018
  - المنتدى العالمي للماء (المؤتمر الثامن) بمدينة برازيليا في دولة برازيل
  - أعلن رئيس سريلانكا مايتريبالا سيريسينا عن إلغاء حالة الطوارئ التي فرضت في أنحاء البلاد في السادس من مارس بعد اشتباكات بين بوذيين ومسلمين.
  - اكتشاف آثار تعود لـ العصر النيوليتي القديم قبل 8000 عام شمال شرق الصين.
  - زلزال بقوة 6,4 درجة على مقياس ريختر يضرب منطقة خيج في محافظة سمنان شمال إيران.
  - إجلاء آلاف الأشخاص جراء حرائق الغابات جنوب أستراليا.
  - بدأ حملة تنظيف لجبل إفرست، أعلى قمة جبلية على سطح الأرض، بهدف نقل 100 طن من القمامة التي تركها السياح ومتسلقو الجبال.
  - إيران اعتقال رحيم مشائي نائب للرئيس الإيراني السابق أحمدي نجاد.
  - الفيليبين: مصرع ثلاثة وإصابة 23 في حريق بـ فندق واترفرونت مانيلا بافيليون في العاصمة مانيلا.
  - الفيضانات تعزل بلدات عديدة في وسط كرواتيا.
  - مدينة وجدة المغربية تتسلّم شعلة عاصمة الثقافة العربية من الأقصر المصرية.
  - روسيا: إعادة انتخاب بوتين لولاية رابعة بعد حصوله على 73,9% من الأصوات.
- 19 مارس:
  - تونس: مشتبه به يفجر نفسه أثناء مطاردته من قبل الأمن في بن قردان.
  - بوتين وأردوغان يناقشان هاتفيا قضايا الشرق الأوسط.
  - بئر السبع: وجهت محكمة إسرائيلية لموظف فرنسي رومان فرانك يعمل في القنصلية الفرنسية تهمة تهريب أسلحة من قطاع غزة إلى الضفة الغربية المحتلة.
  - السويد تستدعي السفير الروسي بستوكهولم في قضية تسميم الجاسوس الروسي سيرجي سكريبال.
  - وزراء خارجية دول الاتحاد الأوروبي يعبرون عن تضامنهم غير المحدود مع بريطانيا في خلافها مع روسيا في قضية الجاسوس سيرجي سكريبال.
- 20 مارس:
  - سقوط عدد من الضحايا بإطلاق نار داخل مدرسة ثانوية في مدينة غريت ميلز في ولاية ماريلند جنوبي العاصمة واشنطن.
  - احتجاز الرئيس الفرنسي الأسبق نيكولا ساركوزي في إطار تحقيقات تتعلق بالاشتباه في حصوله على تمويل ليبي غير قانوني.
  - 23 دبلوماسيا روسيا يغادرون السفارة الروسية في العاصمة البريطانية.
  - استدعاء السفير الروسي لدى جمهورية التشيك على خلفية قضية سيرجي سكريبال.
  - تونس تحتفل بالذكرى الـ62 لاستقلالها.
  - مصرع طيار بريطاني بتحطم طائرة تابعة لسلاح الجو الملكي بالقرب من مدينة انجلسي غرب المملكة المتحدة (من طراز إيه-4 سكاي هوك).
- 21 مارس:
  - رئيس بيرو: بيدرو بابلو كوشينسكي يقدم استقالته على خلفية فضيحة فساد.
  - عشرات القتلى جراء تفجير انتحاري نفذه تنظيم داعش في كابول.
  - ترامب وماكرون يحملان روسيا تبعات تسميم سيرغي سكريبال.
  - ضرب زلزال بقوة 5 درجات على مقياس ريختر قضاء تخت التابع لمحافظة هرمزكان جنوبي إيران.
  - محكمة عسكرية إسرائيلية تقضي بسجن والدة عهد التميمي 8 أشهر.
  - الانتخابات البلدية الهولندية 2018
- 22 مارس:
  - مقتل أنس عبد المالك أبو خوصة (26 عاما) المشتبه به في محاولة اغتيال رئيس الوزراء الفلسطيني رامي الحمد الله.
  - 14 قتيلا على الأقل بتفجير سيارة مفخخة في مقديشيو عاصمة الصومال (السيارة المفخخة انفجرت بالقرب من فندق «وهلية» الواقع على طريق «مكة المكرمة» المزدحم).
  - الطيران الهندي يسير أول رحلة إلى إسرائيل تمر في الاجواء السعودية.
- 23 مارس:
  - الرئيس ترامب يعزل مستشار الأمن القومي هربرت مكماستر ويعين جون بولتون سفير أمريكا السابق بالأمم المتحدة خلفا له.
  - 23 دبلوماسيًا بريطانيًا يغادرون موسكو بعد طردهم.
  - 3 قتلى بعملية احتجاز رهائن في مدينة كاركاسون جنوب فرنسا المنفذ يدعى رضوان لقديم (25 عاما)، وهو فرنسي من أصول مغربية.
  - مقتل 13 افغانيا واصابة 45 في تفجير انتحاري في ولاية هلمند.
  - القضاء الأسباني يوقف خوردي تورول المرشح الوحيد لرئاسة اقليم كاتالونيا.
- 24 مارس:
  - يوم ساعة الأرض.
  - الإسكندرية انفجار عبوة ناسفة في شارع المعسكر الروماني - بمنطقة رشدي استهدف الهجوم موكب مدير أمن محافظة الإسكندرية، اللواء مصطفى النمر، وأسفر الهجوم عن مقتل شرطيين وإصابة 3 آخرين من عناصر الأمن.
  - واشنطن مئات الآلاف يحتجون على العنف المسلح ويطالبون بتقنين حيازة السلاح.
  - زلزال بقوة 6.3 درجات يضرب جزيرة نيو بريتين في بابوا غينيا الجديدة.
  - القاهرة السلطات المصرية طردت بل ترو مراسلة صحيفة التايمز البريطانية، وذلك بعد ثلاثة أسابيع من احتجازها على خلفية بحثها في موضوع الهجرة إلى أوروبا.
  - سيدني: إقلاع أول طائرة بدون توقف بين أستراليا ولندن وتقطع الرحلة رقم "9" لشركة كنتاس الأسترالية للطيران مسافة 14496 كيلومترا في حوالي 17 ساعة و20 دقيقة، مما يخفض زمن السفر، الذي كان يتطلب توقفا عدة ساعات. والطائرة «بوينغ 787-9-دريملاينز» مجهزة بشكل خاص لأول رحلة بين بيرث ولندن.
- 25 مارس:
  - الشرطة الألمانية توقف رئيس كاتالونيا المقال كارليس بوتشيمون.
  - مقديشو: مقتل شخصين بانفجار سيارة قرب البرلمان الصومالي.
  - ألمانيا: متطرفون يعتدون على مسجد بالمولوتوف (مسجد يونس إمره الذي يشرف عليه اتحاد الأتراك الأوروبيين، في مدينة كاسل بولاية هسن الألمانية، وأسفر الهجوم عن أضرار مادية في المسجد الكائن ضمن مبنى مركز محسن يازجي أوغلو الثقافي.)
- 26 مارس:
  - الانتخابات الرئاسية المصرية 2018
  - أعلنت 20 دولة على الأقل، بينها الولايات المتحدة و14 من الاتحاد الأوروبي، طرد دبلوماسيين روس من أراضيها، ردا على ضلوع موسكو المزعوم في هجوم بغاز الأعصاب استهدف الجاسوس سيرغي سكريبال.
  - روسيا: مصرع 64 شخصاً بينهم أطفال اثر حريق مدمر اندلع في مركز تسوق مكتظ في مدينة كيميروفو الصناعية في سيبيريا الغربية.
  - افتتح في مدينة سوتشي جنوب روسيا أول متنزه خاص بكأس العالم لكرة القدم ألفين وثمانية عشر. ويتسع المتنزه لأكثر من عشرة آلاف مشجع.
  - السعودية: وفاة مصري وجرح اثنين جراء شظايا صاروخ الحوثي على الرياض.
  - توّج منتخب الأوروغواي لكرة القدم بلقب بطولة كأس الصين الدولية لكرة القدم 2018.
  - موسكو: الرئيس بوتين يستقبل أمير قطر تميم بن حمد بن خليفة آل ثاني.
  - القاهرة: افتتاح متحف الكتور نجيب باشا محفوظ أسطورة الطب المصرية.
- 27 مارس:
  - تعيين آبي أحمد علي رئيس وزراء في إثيوبيا (أول رئيس وزراء من عرقية أورومو وأول رئيس وزراء مسلم يرأس حكومة في إثيوبيا.)
  - رئيس الوزراء الفرنسي إدوار فيليب، يرفض حظر السلفية في بلاده.
  - اليمن: لأول مرة في تاريخه منتخب اليمن لكرة القدم يتأهل لنهائيات كأس آسيا
  - السودان: مقتل 3 طعنًا داخل مسجد في ولاية كسلا في شرق السودان.
  - بكين: ذكرت ولاكالات الاخبار الدولية بينهم (رويترز)أن الزعيم الكوري الشمالي كم جونغ أون كان ضمن وفد أحيط بالسرية وصل إلى بكين بالقطار.
- 28 مارس:
  - كندا: اعترف ألكسندر بيسونيت بقتل ستة مصلين في هجوم مسجد كيبيك 2017.
  - الأمم المتحدة: عدد الفارين من الغوطة تجاوز 80 ألف شخص خلال هذا الشهر.
  - فرنسا: لأول مرة الاحتفال بـ يوم النساء المسلمات في فرنسا.
- 29 مارس:
  - السلطات الروسية تجلي السكان في إقليم آلتاي في سيبيريا بسبب الفيضانات.
  - إيطاليا اعتقال 5 تونسيين في عملية لمكافحة الإرهاب.
  - ليبيا8 قتلى في هجوم انتحاري استهدف بوابة أمنية في مدينة أجدابيا في شرق ليبيا.
  - باريس استقبل الرئيس الفرنسي إيمانويل ماكرون وفدا من قوات سوريا الديمقراطية، وهي تحالف من المقاتلين الأكراد والعرب، وأكد دعم فرنسا لهم، (بحسب ما أفاد بيان صادر عن الرئاسة الفرنسية).
  - العراق توقيع وثيقة الشرف الانتخابي في العراق برعاية الأمم المتحدة، والتي شملت نقاطا للحفاظ على نزاهة الانتخابات.
  - باكستان تجري تجربة ناجحة على صاروخ بحري مجنح ـ كروز ـ مطور محلياً قادر على إصابة الغواصات والسفن والأهداف على سطح الأرض.
- 30 مارس:
  - زلزال بلغت قوته 6,9 درجات اليوم جزيرة بابوا غينيا الجديدة.
  - اعلان الصين عن بناء جسر هندسي الأطول فوق الماء في العالم ويربط بين الأراضي الصينية وماكاو وهونغ كونغ.[بحاجة لمصدر]
  - 15 فلسطينيين قُتلوا وأصيب أكثر من 1200 آخرين بالرصاص الحي، والاختناق بالغاز المدمع، في مواجهات بين القوات الإسرائيلية في يوم الأرض الفلسطيني.
  - انتقال اللاعب زلاتان إبراهيموفيتش من نادي مانشستر يونايتد الإنجليزي لكرة القدم، إلى نادي لوس أنجلوس غلاكسي الأمريكي.
  - وفاة الشيخ ناصر صباح فهد الصباح الناصر الصباح.
  - مقتل جندي بريطاني جراء تفجير قنبلة يدوية في سوريا.
  - روسيا تطرد 150 دبلوماسيا من 24 دولة.وتغلق قنصلية أميركيا بسان بطرسبرغ بسبب قضية تسميم الجاسوس سيرغي سكريبال.
  - أعلنت السلطات السورية اليوم عن خروج أكثر من 143 ألف شخص من مدينة الغوطة الشرقية.
- 31 مارس:
  - مجلس الأمن يعقد جلسة طارئة بناء على طلب دولة الكويت من أجل بحث التداعيات في قطاع غزة.
  - القضاء الفرنسي يوقف ديفيد ماثيوز صهر الأمير البريطاني ويليام بتهمة للاشتباه باغتصابه لفتاة قاصر.
  - روما تستدعي سفير فرنسا لديها بعد ان عبر جنود فرنسيون إلى الحدود الإيطالية، واعتبرت روما أن ما حدث هو انتهاك للسيادة الإيطالية.
  - مقتل شخصين بعد اصطدام طائرة خفيفة بأحد مباني مدينة سانتا باولا في ولاية كاليفورنيا الأمريكية.

### أبريل
- 1 أبريل:
  - بريطانيا تحتفل بمئوية سلاح الجو الملكي البريطاني (1918-2018)
  - الكويت: مقتل 15 عاملا إثر حادث اصطدام بين حافلتين للركاب كانتا تسيران في اتجاه معاكس، بالقرب من مقر شركة نفطية كويتية جنوب البلاد.(غالبية الضحايا يحملون جنسيات دول آسيوية ويعملون في شركة برقان النفطية).
  - مظاهرات في برلين تطالب بإطلاق سراح كارلس بوتشدمون.(الرئيس السابق لاقليم كاتالونيا المحتجز في ألمانيا منذ الأسبوع الماضي).
  - البحرين اكتشاف أكبر حقل للنفط في تاريخ البلاد. حسب ما نقلت وكالة أنباء البحرين، اكتشاف مورد كبير من النفط الصخري الخفيف تقدر كمياته بأضعاف حقل البحرين.
  - تفوق الملاكم البريطاني أنتوني جوشوا على منافسه النيوزيلندي جوزيف باركر في العاصمة الويلزية كارديف، ليوحد ثلاثية ألقاب الوزن الثقيل في الملاكمة.
  - بكين وهانوي تتعهدان الحفاظ على السلام في بحر الصين اثناء اجتماع في عاصمة هانوي بفيتنام.
  - تونس وفاة مشجع النادي الإفريقي التونسي لكرة القدم، بسبب أعمال عنف أعقبت مباراة الفريق مع النادي الأولمبي بمدنين (1-1) في الدوري المحلي.
  - الولايات المتحدة وكوريا الجنوبية تبدآن تدريبات عسكرية مشتركة (ويشارك حوالى 300 ألف جندي كوري جنوبي إلى جانب أكثر من 11500 جندي أمريكي، في تدريب «فرخ النسر» الذي يستمر أربعة أسابيع في كوريا الجنوبية).
  - حركة الشباب الإسلامية الصومالية شنت هجمات على مواقع لـبعثة الاتحاد الأفريقي في الصومال في مدينة بولامرير جنوب مقديشو، (وقد أسفرت الهجمات عن خسائر في الأرواح والمعدات).
  - الزعيم الكوري الشمالي كم جونغ أون برفقة عقيلته ري سول جو، حضر حفلا غنائيا، لفنانين كوريين جنوبيين في بيونغيانغ.
  - لقي قائد طائرة تابعة لـسلاح الجو السلطاني العماني مصرعه لدى تعرض الطائرة لحادث طيران أثناء قيامها بمهمة تدريبية.(وكالة الأنباء العمانية).
  - إقليم كشمير قتل 16 شخصا بينهم ثلاثة جنود هنود في اشتباكات عنيفة في الشطر الهندي من إقليم كشمير، وذلك في إحدى أكثر المعارك ضراوة هذا العام في منطقة هيمالايا المضطربة. وقد دانت باكستان ما يجري في الإقليم ووصفته بأنه «موجة قتل مجنونة».
- 2 أبريل:
  - اللجنة الوطنية للانتخابات في مصر تقول إن عبد الفتاح السيسي فاز في الانتخابات بنسبة 97.08 بالمائة.
  - محطة الفضاء الصينية تيانقونج-1 تدخل الغلاف الجوي للأرض محترقة فوق جنوب المحيط الهادئ.
  - بوكو حرام تقتل 15 شخصا في مدينة مايدوغوري شمال شرق نيجيريا.
  - تركيا تصدر أمر اعتقال الداعية الإسلامي فتح الله كولن بتهمة قتل السفير الروسي السابق في تركيا، أندريه كارلوف.
  - وفاة المناضلة ويني ماديكيزيلا مانديلا الزوجة السابقة لرئيس جنوب إفريقيا الراحل نيلسون مانديلا.
- 3 أبريل:
  - أنقرة: أردوغان وبوتين يترأسان الاجتماع السابع لمجلس التعاون التركي الروسي.
  - نيابة ألمانيا توصي بتسليم كارلس بوتشدمون رئيس كاتالونيا المقال إلى إسبانيا.
  - تحطم طائرة عسكرية من طراز إف7- في ميانمار ومقتل قائدها.
  - أعلنت مدينة باليكبابان في إقليم كليمنتان بإندونيسيا حالة الطوارئ عقب حدوث تسرب نفطي قبالة ساحل جزيرة بورنيو.
- 4 أبريل
  - اجتماع مصري سوداني واثيوبي في الخرطوم غدا بشأن سد النهضة.
  - قمة تركية روسية إيرانية في إسطنبول
- 11 أبريل
  - تحطم طائرة عسكرية جزائرية من نوع إليوشن إي أل-76 وعلى متنها 257 شخص معظمهم من العسكريين.
- 15 أبريل
  - القمة العربية الـ29
- 19 أبريل:
  - في كوبا انتخب البرلمان ميغيل دياز كانيل (57 عاما) رئيس للدولة وبذلك تُنهي كوبا 60 عامًا من حكم عائلة كاسترو.
- 21 أبريل:
  - اغتيال العالم الفلسطيني فادي البطش في كوالالمبور عاصمة ماليزيا.
- 22 أبريل:
  - الانتخابات العامة في باراغواي
  - الانتخابات التشريعية في الغابون 2018
- 25 أبريل:
  - قمة أسيان الـ 32 في سنغافورة
- 27 أبريل:
  - عبر زعيم كوريا الشمالية كيم جونغ أون الحدود إلى كوريا الجنوبية للمرة الأولى، حيث كان في استقباله الرئيس الكوري الجنوبي مون جاي إن.
- 29 أبريل:
  - تحطم طائرة نقل ليبية عند حقل الشرارة للنفط.
  - الرئيس الفيليبيني رودريغو دوتيرتي يعلن حظرا «دائمًا» على إرسال العمالة إلى الكويت.
  - انطلاق مؤتمر فلسطيني أوروبا السادس عشر في مدينة ميلانو الإيطالية تحت شعار «سبعون عامًا وإننا لعائدون»

### مايو
- 1 مايو:
  - المغرب يقطع العلاقات مع إيران متهما حزب الله اللبناني بـالتورط في إرسال أسلحة إلى بوليساريو عن طريق عنصر في السفارة الإيرانية بالجزائر.
  - أفادت وكالة الصحافة الفرنسية، بأن 60 شخصا لقوا حتفهم جراء هجومين إرهابيين استهدفا مصلين في مسجد وسوق شعبية في مدينة موبي شمال شرقي نيجيريا.
- 2 مايو:
  - المحتجون الأرمن يقطعون الطريق بين المطار والعاصمة يريفان.
  - 14 قتيل في هجوم انتحاري استهدف مقر المفوضية الوطنية العليا للانتخابات في ليبيا.
- 3 مايو:
  - منظمة إيتا تعلن حل نفسها لتنهي آخر تمرد مسلح في أوروبا الغربية، بعد صراع استمر لمدة 60 عامًا وخلف ورائه أكثر من 800 قتيل.[4][5]
- 4 مايو:
  - اصطدام سفينة شحن تركية ببارجة يونانية في بحر إيجة.
  - مقتل أربعة عناصر من قوات الجيش الليبي التابع لمجلس النواب المنتخب، إثر انفجار لغم بإحدى المركبات في محور الحيلة جنوب درنة شرقي ليبيا.
  - مقتل 6 أشخاص وفقدان 11 آخرين اثر الفيضانات في كينيا.
  - عواصف عاتية تودي بحياة نحو 150 شخصًا في الهند.
  - أعلنت الأكاديمية السويدية، أنها لن تمنح جائزة نوبل في الأدب لعام 2018، يأتي ذلك في غمار أزمة تمرّ بها الأكاديمية؛ بسبب استقالة ستة من أعضائها، على خلفية اتهامات بالتحرش الجنسي.
- 5 مايو:
  - الشرطة الروسية تعتقل المعارض أليكسي نافالني خلال مشاركته في مظاهرات المعارضة بموسكو.
  - انطلاق جولة جديدة من مفاوضات سد النهضة في أديس أبابا بحضور وزراء الري في السودان وإثيوبيا ومصر.
  - زلزال بقوة 6,9 درجات قرب فوهة بركان كيلاوي في جزيرة هاواي الأمريكية والسلطات ترحل مئات الأشخاص من المنطقة.
  - ناسا تطلق إنسايت (مسبار فضائي)أول مسبار لاستكشاف أعماق كوكب المريخ.
- 6 مايو:
  - الانتخابات البرلمانية اللبنانية 2018
  - الانتخابات البلدية التونسية 2018
  - أصيب وزير الداخلية الباكستاني احسن اقبال بالرصاص في ذراعه إثر تعرضه لما يبدو أنه محاولة اغتيال في اجتماع عام في ولاية البنجاب.
  - كويتا: لقي 23 شخصا مصرعهم وأصيب 11 بجروح جراء انفجارات ناجمة من تراكم للغاز في منجمين للفحم في جنوب غرب باكستان على بعد 45 كلم شرق كويتا عاصمة ولاية بلوشستان على الحدود مع إيران وأفغانستان.
  - مقتل 3 فلسطينيين برصاص الجيش الإسرائيلي في غزة.
  - أدانت اللجنة الأولمبية الفلسطينية مشاركة درّاجين إماراتيين وبحرينيين في ما يسمي بـ”طواف إيطاليا” للدراجات الهوائية في إسرائيل.
- 8 مايو:
  - ترامب يوقع على قرار انسحاب الولايات المتحدة من الإتفاق النووي مع إيران.
  - افتتاح الدورة الـ71 لمهرجان كان السينمائي.
  - افتتاح مسابقة الأغنية الأوروبية (يوروفيجن 2018) في لشبونة بالبرتغال.
- 9 مايو:
  - الرئيس ترامب يعلن الإفراج عن 3 سجناء أمريكيين كانوا محتجزين في كوريا الشمالية.
  - عقد قادة كل من اليابان والصين وكوريا الجنوبية قمة ثلاثية في طوكيو، واتفقوا على التعاون بشأن نزع السلاح النووي من شبه الجزيرة الكورية.
  - إجراء الانتخابات العامة الماليزية 2018.
- 10 مايو:
  - مهاتير محمد يؤدي اليمين الدستورية رئيسا للوزراء في ماليزيا.
  - مقتل 23 شخصا بعد انجراف منازلهم جراء انهيار سد في كينيا.
  - بريطانيا تعتذر للسياسي الليبي عبد الحكيم بلحاج وتمنح عائلته تعويضات مالية.
  - الحكومة اليمنية تقدم شكوى في مجلس الأمن ضد الإمارات بشأن جزيرة سقطرى.
  - انتحار العالم الشهير ديفيد غودال عن عمر ناهز 104 أعوام وذلك بعد خضوعه لإجراءات “الموت الرحيم” بمدينة بازل بسويسرا، معبراً عن عدم رغبته في الحياة في مثل هذا العمر.
- 11 مايو:
  - الكويت والفيليبين توقعان إتفاقية لتنظيم العمالة المنزلية.
  - أعلن رئيس الوزراء الماليزي الجديد مهاتير محمد أن ملك البلاد محمد الخامس، سلطان كلنتن وافق على العفو عن المعارض أنور إبراهيم وأمر بإخلاء سبيله.
  - مقتل فلسطيني وأصيب 730 آخرون بالرصاص الحي وقنابل الغاز خلال مواجهات إندلعت بعدد من نقاط التماس في قطاع غزة.
  - إجلاء مئات من السكان في جاوة بإندونيسيا بعد ثوران بركان ميرابي.
- 12 مايو:
  - إجراء الانتخابات التشريعية العراقية 2018.
  - اشتباكات طاحنة بين الجيش الليبي وقبائل التبو في سبها.
  - هجوم بسكين في باريس خلف قتلى وجرحى.
- 13 مايو:
  - نال اللاعب المصري محمد صلاح جائزة أفضل لاعب في الدوري الإنجليزي الممتاز لموسم 2017-2018 من رابطة البريمييرليغ.
  - إستهدف انتحاريون يستقلون دراجات نارية، من ضمنهم امرأة معها أطفال تجمعات حاشدة في 3 كنائس بثاني أكبر مدينة في إندونيسيا (17 قتلى و40 مصابًا).
  - وفاة 15 شخصاً جراء الأمطار الغزيرة في شمال باكستان.
  - مئات المستوطنين يقتحمون باحات المسجد الأقصى عشية احتفال إسرائيل بنقل السفارة الأمريكية إلى القدس.
- 14 مايو:
  - الولايات المتحدة تنقل رسميا سفاراتها إلى القدس.
  - أكثر من 61 قتيل وأكثر من 2500 مصاب برصاص القوات الإسرائلية في احتجاجات فلسطينية بالضفة الغربية وغزة.والعفو الدولية تصف ممارسات إسرائيل بأنه انتهاك شائن للقانون الدولي.
  - الرئيس عباس يعلن الحداد 3أيام وإضراب عام بمناسبة الذكرى السبعين للنكبة.
  - وزير الاتصالات الإسرائلية يقول أنه تلقى دعوة لزيارة دولة الإمارات.
  - رئيس الحكومة اليمينية أحمد عبيد بن دغر يعلن انتهاء أزمة جزيرة سقطرى مع الإمارات ورفع العلم اليمني فوق مطار وميناء الجزيرة.
  - شرق بنغلاديش: مقتل 10 سيدات على الأقل، وإصابة نحو 50 شخصا آخرين في «حادث تدافع» بين آلاف القرويين، خارج منزل أحد رجال الأعمال، كان يقوم بتوزيع المساعدات قبيل حلول شهر رمضان. بمنطقة شيتاغونغ التي تبعد حوالي 260 كيلومترا عن العاصمة دكا.
- 15 مايو:
  - الفلسطينيون يشيعون جثامين 61 شخصا قُتلوا بنيران القوات الإسرائلية في قطاع غزة.
  - مقتل 4 جراء تحطم طائرة تابعة لـ الهيئة السعودية للحياة الفطرية، في محمية الخنفة بمنطقة تبوك، (الطائرة من طراز «Maule»، ذات محرك واحد ورقم التسجيل HZ-NC7).
  - بوتين يفتتح جسر القرم يربط جزيرة القرم بروسيا (هو أطول جسر في أوروبا).
- 16 مايو:
  - كوريا الشمالية تُلغي محادثات رفيعة المستوى كان من المقرر إجراءها مع كوريا الجنوبية احتجاجا على التدربيات العسكرية المشتركة بين الولايات المتحدة وكوريا الجنوبية، وهددت كوريا الشمالية بالانسحاب من القمة بين البلدين في حال أصرت واشنطن على نزع السلاح النووي للشمال.
  - غواتيمالا تنقل سفارتها في إسرائيل من تل أبيب إلى القدس.
  - ماليزيا تفرج عن نائب رئيس الوزراء السابق أنور إبراهيم بعد ان امضى 3 سنوات في السجن.
  - العراق: مقتل 7 أشخاص وإصابة 15 بجروح في تفجير انتحاري داخل خيمة للعزاء بمدينة الطارمية شمالي بغداد.
  - لجنة المخابرات بمجلس الشيوخ الأمريكي تصوت بالأغلبية على تعيين جينا هاسبل مديرة للسي اي ايه.
- 17 مايو:
  - تصويت الناخبين في بوروندي على استفتاء لتعديل الدستور مما سيسمح للرئيس الحالي بيير نكورونزيزا بالبقاء في سدة الحكم حتى عام 2034، ويأتي هذا في ضوء الاضطرابات التي تشهدها البلاد منذ عام 2015.
  - الاتحاد الأوروبي يقرر الحفاظ على الاتفاق النووي مع إيران وحماية مصالح دوله.
  - الدنمارك تُعلن سحب كافة قواتها الخاصة من العراق، وذلك عقب انتهاء الحرب ضد تنظيم الدولة الإسلامية (داعش).
  - أدّى كيم تورا، الذي انتخبه البرلمان رئيسا لحكومة إقليم كاتالونيا اليمين الدستورية، ورفض تضمينه عبارة الولاء لملك إسبانيا.
- 18 مايو:
  - عقد القمة الخاصة لمنظمة التعاون الإسلامي لمناقشة الشأن الفلسطيني بما في ذلك نقل السفارة الأمريكية إلى القدس بعد اعتراف الأخيرة لها عاصمةً لإسرائيل.
  - العميل الروسي المزدوج سيرغي سكريبال يغادر مستشفى مقاطعة ساليزبيري بعد شهرين من محاولة تسميمه.
  - مجلس حقوق الإنسان التابع للأمم المتحدة يوافق على إنشاء لجنة تحقيق دولية بأحداث غزة.
  - 8 قتلى على الأقل في إطلاق نار داخل مدرسة ثانوية في مدينة سانتافي الواقعة جنوب شرقي ولاية تكساس.
  - كوبا: أكثر من 100 قتيل في حادث تحطم طائرة بوينغ 737 قرب مطار هافانا.
- 19 مايو
  - زفاف الأمير هاري وميغان ماركل في كنيسة القديس جورج بقلعة وندسور في المملكة المتحدة.
  - رحيل مؤرخ الإسلام والشرق الأوسط البارز برنارد لويس عن عمر تجاوز القرن.
- 20 مايو:
  - إجراء الانتخابات الرئاسية الفنزويلية 2018.(فوز الرئيس نيكولاس مادورو بِولايةٍ ثالثة بـ67.8% من الأصوات.)
  - أعلن وزير الخزانة الأمريكي ستيفن منوشين عن تعليق الرسوم الأمريكية الجديدة على البضائع الصينية بالتزامن مع تقدم المحادثات الثنائية حول التجارة بين البلدين.
  - أول حالة وفاة أمريكية نتيجة انفجار سيجارة إلكترونية، توفي تولمادج ديليا في مسكنه بولاية فلوريدا، عندما انفجرت سيجارته الإلكترونية مخلفة شظايا اخترقت جمجمته، وأسفرت عن حروق أصابت 80% من جسده.
  - أقامت جبهة البوليساريو احتفالات عسكرية في منطقة تفاريتي شرقي الجدار العازل تخليدا لما تسميه الذكرى الـ45 لاندلاع الكفاح المسلح بحضور زعيم الجبهة الأمين العام إبراهيم غالي.
  - قُتل 12 مدنيا على الأقل في سوق تجارية في منطقة بوليكيسي شمال مالي قرب الحدود مع بوركينا فاسو في ظروف غامضة.
  - لقي شرطيان في الكاميرون مصرعهما واختطاف عمدة بلدة «بانجيم» الواقعة جنوب غرب البلاد خلال أعمال العنف التي شهدتها المناطق الناطقة باللغة الإنجليزية أثناء الاحتفال باليوم الوطني.
- 21 مايو:
  - الصين تطلق قمرا إصطناعيا لاستكشاف الجانب المظلم للقمر.
- 23 مايو:
  - فوز رئيس مجلس النُوَّاب اللُبناني نبيه بري بِولايةٍ رئاسيَّةٍ سادسة بعد أن نال 98 صوتًا نيابيًّا من أصل 128.
- 24 مايو:
  - رئيس الولايات المتحدة دونالد ترامب يعلن إلغاء القمة التي كان من المقرر يوم 14 يونيو 2018 بسنغافورة عقدها مع زعيم كوريا الشمالية كيم جونغ أون، وذلك في رسالة وجهها ترامب إلى كيم.
  - افتتاح منتدى بطرسبورغ الاقتصادي الدولي 2018.
  - وزارة الخزانة الأمريكية تفرض عقوبات جديدة مرتبطة بإيران تستهدف شركات الطيران.
  - ارتفاع عدد المفقودين جراء إعصار مكونو بـجزيرة سقطرى اليمنية إلى 19 شخصا وغرق سفينتي صيد.
  - أعلن محققون دوليون أن الصاروخ الذي أسقط الطائرة التابعة للخطوط الجوية الماليزية إم إتش17، فوق شرقي أوكرانيا، في عام 2014 كان صادراً عن وحدة عسكرية روسية. وروسيا تنفي ان يكون أي صاروخ الروسي قد تسبب في إسقاط الطائرة.
- 25 مايو:
  - دخول النظام الأوروبي لحماية البيانات العام (GDPR) الخاص بقواعد الخصوصية على الإنترنت حيز التنفيذ، ويهدف القانون إلى حماية خصوصية الأفراد عبر منحهم مزيد من الصلاحيات للتحكم بالبيانات التي تستخدمها الشركات. ويعد القانون أكثر قوانين خصوصية الإنترنت صرامةً حتى الآن.

- 29 مايو:
  - بلجيكا: ثلاثة قتلى بينهم شرطيتان في هجوم لييج (مايو 2018).
  - الجيش الإسرائيلي يقصف 35 هدفًا في غزة.وصواريخ المقاومة تصل أوفاكيم لأول مرة منذ 2014.
  - وفاة عملاق الكمان الشرقي سعد محمد حسن.
- 30 مايو:
  - التشيك تعيد فتح قنصليتها في القدس الغربية.
  - محكمة سعودية تقضي بسجن الكاتب محمد الحضيف 5 سنوات.
  - وفاة الفنانة مديحة يسري.
- 31 مايو:
  - الرئيس ترامب يفرض رسوم جمركية على واردات الفولاذ (بنسبة 25%) والألومنيوم (بنسبة 10%) على الاتحاد الأوروبي وكندا والمكسيك، والأخيرة تدين الإجراءات وتتوعد بالرد.
  - الزعيم الكوري الشمالي كم جونغ أون يستقبل وزير الخارجية الروسي سيرغي لافروف في العاصمة بيونغيانغ.
  - زين الدين زيدان يُعلن استقالته من تدريب نادي ريــال مدريد بشكلٍ مُفاجئ بعد بضعة أيَّام من تحقيقه لقبه الثالث بدوري أبطال أوروبا.
  - مصر: مصرع 4 وإصابة 8 إثر تصادم ميكروباص بأتوبيس على طريق «القاهرة الإسماعيلية» الصحراوي في محافظة الإسماعيلية.

### يونيو
- 1 يونيو:
  - البرلمان الإسباني يصوت بسحب الثقة من حكومة ماريانو راخوي ويختار زعيم حزب العمال الاشتراكي الإسباني بيدرو سانشيث خلفاً له.
  - ملك الأردن عبد الله الثاني بن الحسين يوقف قرار رفع أسعار المحروقات والكهرباء وذلك عقب موجة احتجاجات جابت الأردن خلال الأيام الماضية.
  - تغيير موعد القمة والمحادثات التاريخية بين رئيس الولايات المتحدة دونالد ترامب والزعيم الكوري الشمالي في سنغافورة لتصبح في 12 يونيو.
  - إيطاليا: أدى أول تحالف حكومي بين حركة فتية مناهضة للمؤسسات وحزب يميني متطرف، اليمين الدستورية في روما برئاسة جوزيبي كونتي رجل القانون الحديث العهد بالسياسة.
  - أقر حاكم ولاية فيرمونت الأمريكية فيل سكوت قانوناً سيمنح من ينتقل للولاية مبلغ يصل إلى 10,000 دولار، وتعد هذه المبادرة جزء من جهود الولاية لجذب العاملين في قطاع التقنية لإحياء قوة العمل.
  - أقال الرئيس الأفغاني أشرف غني حاكم ولاية ننغرهار (شرقي أفغانستان) وقائد شرطتها ومسؤولين كبارا في الشرطة والأمن، عقب تدهور الوضع الأمني والهجمات الإانتحارية على مقار أمنية خلال الأسابيع الماضية.
- 2 يونيو:
  - أدى الرئيس المصري عبد الفتاح السيسي، اليمين الدستورية لولاية رئاسية ثانية أمام مجلس النواب.
  - السعودية تجري مجموعة من التعديلات الوزارية الهيكلية.
  - مدريد: الاشتراكي بيدرو سانشيز يؤدي اليمين الدستورية بصفته رئيسا للحكومة الإسبانية أمام الملك فيليب السادس في القصر الملكي بمدريد.
  - تحطم طائرة عسكرية إيرانية قرب قرية في إقليم اصفهان.
  - برشلونة: أدت الحكومة الإقليمية الجديدة في كتالونيا اليمين الدستورية أمام الرئيس كيم تورا، لتنهي بشكل تلقائي أشهرا من الحكم المباشر من قبل الحكومة الإسبانية الذي فرض بعد استفتاء غير قانوني أجري العام الماضي2017.
  - شيع آلاف الفلسطينيين المسعفة الفلسطينية رزان النجار التي قُتلت برصاص الجيش الإسرائيلي في شرق خان يونس جنوب قطاع غزة أمس الجمعة.
  - مكسيكو سيتي مقتل 6 من عناصر شرطة المرور بالرصاص عند نقطة تفتيش في ولاية غواناخواتو وسط المكسيك.
  - داعش يقتل عائلة مكونة من 12 شخصا في قرية الفرحاتية شمال الضلوعية في العراق.
- 3 يونيو:
  - مظاهرات في عمان وفي عدد من المحافظات الأردنية تطالب بإسقاط الحكومة رفضا للقانون ضريبة الدخل الجديد.
  - مقتل ما لا يقل عن ثلاثة أشخاص بعد انهيار مبنى من خمسة طوابق في منطقة السكنية بالقرب من العاصنية الكينية نيروبي.
  - أعلنت وزارة الدفاع الجزائرية ان طائرة عسكرية من طراز هيركول سي-130 إنحرفت عن مسارها أثناء هبوطها في القاعدة الجوية ببسكرة (جنوب البلاد) ما تسبب باإصابة طاقم الطائرة، وذلك بعد أقل من شهرين من أكبر كارثة جوية في تاريخ البلاد.
  - أفادت وكالة الأنباء التونسية الرسمية، بأن حصيلة قتلى غرق مركب مهاجرين غير شرعيين في سواحل أرخبيل قرقنة، شرقي تونس، ارتفعت إلى 46 ضحية. انتشال 35 جثة وإنقاذ أكثر من 50 شخصا من بينهم 7 أجانب (من ساحل العاج والكاميرون والمغرب).
  - قُتل جنديان وأصيب سبعة مدنيين في قصف وتبادل لإطلاق النار بين القوات الهندية والباكستانية على حدود إقليم كشمير المتنازع عليه.
  - لقيت ملكة جمال العالم للمتزوجات -2018 سانيا شاكيروفا مصرعها، جراء حادث سير وقع في جمهورية قرغيزستان.
  - قُتل 13 شخصا على الأقل في هجومين منفصلين في ولاية بنيو في وسط نيجيريا، في منطقة تشهد اشتباكات بين مزارعين ورعاة ماشية من البدو.
- 4 يونيو:
  - العاهل الأردني يكلف عمر الرزاز بتشكيل الحكومة الأردنية خلفا لهاني الملقي المُقال.
  - 69 قتيلًا جراء ثوران بركان فويغو في غواتيمالا.
  - هزة أرضية بقوة 4,8 درجات بإقليم ميدلت وسط المغرب.
- 5 يونيو:
  - السلطات المصرية تجدد حبس الصحفي محمود حسين لمدة 45 يوماً للمرة الـ14 على التوالي.
- 8 يونيو:
- مقتل مغني الراب المشهور إكس إكس إكس تنتاسيون .
- 9 يونيو:
- افتتاح أعمال قمة منظمة شنغهاي للتعاون التي تجمع قادة روسيا وإيران والصين.
- 12 يونيو: الرئيس الأمريكي دونالد ترامب يلتقي بالرئيس الكوري الشمالي كيم جونغ أون في سنغافورة وألذي يعتبر أول اجتماع لرئيس أمريكي مع زعيم كوريا الشمالية.

- 24 يونيو - السعودية ستسمح للنساء بالقيادة.

### يوليو
- 1 يوليو:
  - إجراء الانتخابات العامة المكسيكية 2018 (فوز مرشح اليسار أندريس مانويل لوبيس أوبرادور في انتخابات الرئاسة في المكسيك بنسبة 53% من الأصوات ليكون بذلك أول رئيس يساري في تاريخ البلاد).
- 2 يوليو:
  - تايلاند تم العثور على فريق كرة قدم مكون من 12 طفلا ومدربهم حوصروا داخل كهف ثام لوانغ شمال البلاد منذ نحو أسبوع بعد أن غمرت مياه الأمطار الغزيرة المدخل الرئيسي للكهف.
- 3 يوليو:
  - سعاد عبد الرحيم مرشحة حركة النهضة تفوز برئاسة بلدية تونس العاصمة لتصبح أول امرأة تتقلد المنصب.
  - الإكوادور: صدور مذكرة اعتقال في حق الرئيس السابق رفاييل كوريا.
  - تنظيم داعش يعلن مقتل حذيفة البدري نجل أبو بكر البغدادي في سوريا.
- 5 يوليو:
  - القوات الإسرائيلية تشرع في هدم منازل للفلسطينيين في تجمع أبو النوار قرب العيزرية شرق القدس.
  - فولكس فاغن تطلق أصغر سياراتها الكروس أوفر <<T-Cross>>.
  - الرئيس ترامب يقبل استقالة سكوت برويت(بالإنجليزية). مدير وكالة حماية البيئة الأمريكية على خلفية فضائح أخلاقية.
- 6 يوليو:
  - اليابان تعدم أساهارا شوكو العقل المدبر للهجوم بغاز السارين على مترو أنفاق طوكيو سنة 1995.
  - المحكمة الإسرائيلية في مدينة حيفا تفرج عن الشيخ رائد صلاح بشروط مقيدة وتحوله إلى الإقامة الجبرية.
  - محكمة باكستانية تقضي بالسجن 10 سنوات غيابيا على رئيس الوزراء السابق نواز شريف لاتهامه في قضايا فساد.
- 7 يوليو:
  - 8 قتلى و17 مصابا في انفجارين إستهدفا مقر وزارة الداخلية الصومالية بمقديشو.
  - اليابان مقتل 38 شخصًا على الأقل وفقد 50 آخرين جراء الأمطار الغزيرة.
- 8 يوليو:
  - مقتل 9 من الحرس الوطني التونسي في كمين نصبته مجموعة إرهابية بولاية جندوبة على الحدود مع الجزائر.
  - نجح فريق من الغواصين في إخراج 4 أطفال من الفتية العالقين في كهف ثام لوانغ شمال تايلاند.
  - تركيا: حادثة انحراف قطار عن مساره في ولاية تكرداغ شمال غربي البلاد أدت إلى مصرع 24 شخص وجرح 120 أخرين.
- 9 يوليو:
  - الرئيس التركي رجب طيب أردوغان يؤدي اليمين الدستورية في خطوة أولى للانتقال من النظام البرلماني إلى الرئاسي.
  - إثيوبيا وإرتريا توقعان إتفاقية الإعلان المشترك للسلام والصداقة وتتضمن عودة العلاقات الدبلوماسية بين البلدين مما يعني رسميا إنهاء حالة الحرب بين البلدين.
  - استقال وزير الخارجية البريطاني بوريس جونسون، بعد أيام من توصل رئيسة الوزراء تيريزا ماي إلى موافقة وزراء كبار بشق الأنفس على إستراتيجية للخروج من الاتحاد الأوروبي.
- 10 يوليو:
  - أعلنت القوات الخاصة بالبحرية التايلاندية إخراج جميع أطفال ومدربهم من كهف ثام لوانغ شمال تايلاند.
  - النجم البرتغالي كريستيانو رونالدو ينتقل من ريـال مدريد الإسباني إلى نادي يوفنتوس الإيطالي مقابل 100 مليون يورو.
- 11 يوليو:
  - كشف الجيش الفرنسي إن طائرة هليكوبتر عسكرية فرنسية تحطمت في ساحل العاج أثناء مهمة تدريبية، مما أدى إلى مقتل الطيار وإصابة فرد آخر من الطاقم بإصابة خطيرة. وسقطت الطائرة وهي من طراز إيروسباسيال غازيل على بعد 20 كيلومترا تقريبا إلى الشرق من أبيدجان العاصمة التجارية لساحل العاج.
  - علماء يكتشفون أدوات حجرية يعود تاريخها لـ2.1 مليون سنة في موقع شانغشن الأثري في الصين وهي أقدم دليل على تواجد أشباه البشر خارج أفريقيا.
- 12 يوليو:
  - انفجار كبير قرب مطار القاهرة واشتعال النيران عقب ذلك.
  - السلطات السعودية تعتقل المفكر سفر الحوالي بعد إصداره كتاب المسلمون والحضارة الغربية وجه فيه نصائح للعائلة الحاكمة وهيئة العلماء.
  - محكمة ألمانية تقرر تسليم رئيس الحكومة الكتالونية السابق كارلاس بوتجديمون لإسبانيا بتهمة سوء إدارة المال العام.
- 13 يوليو:
  - كسوف جزئي للشمس(كسوف الشمس 13 يوليو 2018) في جنوبي أستراليا وقسم من القارة القطبية الجنوبية
  - تفجيرات باكستان 13 يوليو 2018، تفجيران في مدينتين باكستانيتين يوقعان 154 قتيلًا.
- 15 يوليو:
  - منتخب فرنسا لكرة القدم يفوز بـكأس العالم 2018 المقامة في روسيا.
- 16 يوليو:
  - الرئيسان الأمريكي دونالد ترامب والروسي فلاديمير بوتين يعقدان أول قمة بينهما في العاصمة الفنلندية هلسنكي.
- 19 يوليو:
  - الكنيست الإسرائيلي يقر قانون الدولة القومية لليهود في إسرائيل.
  - إثيوبيا تعين سفيرا لها في إريتريا للمرة الأولى منذ 20 عاما.
  - أجرت شركة إيرباص الأوروبية لصناعة الطائرات أول رحلة تجريبية لطائرة الشحن الجديدة المصممة على شكل حوت أبيض عملاق من طراز بيلوجا إكس إل(إيرباص بولقا أكس إل) وذلك في بلدة بلانياك بجنوب غرب فرنسا.
- 20 يوليو:
  - 11 قتيل بينهم أطفال في حادث انقلاب قارب سياحي في ولاية ميزوري الأمريكية.
- 22 يوليو:
  - مقتل 12 شخصا وحرج40 في تفجير انتحاري قرب مطار كابل إستهدف موكب عبد الرشيد دوستم نائب الرئيس الأفغاني.
  - مذبحة سائقي التاكسي في جنوب أفريقيا مقتل 11 سائق في هجوم مسلح على الطريق الرابط بين كولنسو ووينين.
- 23 يوليو:
  - محكمة العدل الدولية تقرر إلزام أبوظبي بلم شمل العائلات القطرية الإماراتية التي فُصل بينها.

### أغسطس
- 1 أغسطس:
  - إحتجزت الشرطة الإيطالية، وزير الدولة للشؤون القانونية والمجالس النيابية المصري الأسبق محمد محسوب قرب مدينة كاتانيا.
  - بدأ دورة الألعاب الآسيوية 2018 التي ستعقد في مدينتي جاكرتا وفلمبان بإندونيسيا.
- 9 أغسطس:
  - مقتل 50 شخصًا على الأقل -غالبيتهم من الأطفال- جرّاء قصف قوات التحالف بقيادة السعودية لحافلة أطفال في منطقة ضحيان بمحافظة صعدة في اليمن.
  - زلزال ثالث بقوة 5.9 ريختر يضرب جزيرة لومبوك، ويخلف 319 قتيلا بعد سابقه الذي حدث في 5 أغسطس.
- 12 أغسطس:
  - وكالة ناسا تُطلق مسبار باركر نحو الشمس لدراسة هالتها الخارجيَّة.
- 14 أغسطس:
  - إنهيار جزء من جسر موراندي في جنوة الإيطالية يُسفر عن مقتل 39 شخصاً.
- 15 أغسطس:
  - تفجير كابول الانتحاري أغسطس 2018، تفجير انتحاري وقع في مركز تعليمي في العاصمة الأفغانية كابول، نتج عن مقتل 48 شخصًا وإصابة 67 آخرين.
- 16 أغسطس:
  - تشكيل مجموعة عمل إيران من قبل مايك بومبيو من أجل تنسيق سياسة الولايات المتحدة تجاه إيران.
- 17 أغسطس:
  - البرلمان الباكستاني ينتخب عمران خان زعيم حركة الإنصاف الباكستانية رئيسا للوزراء.
- 18 أغسطس:
  - انطلاق دورة الألعاب الآسيوية 2018 المنعقدة في الفترة ما بين 18 أغسطس و2 سبتمبر في جاكرتا عاصمة إندونيسيا.
- 19 أغسطس:
  - السلطات السعودية تعتقل الشيخ الدكتور صالح آل طالب إمام الحرم المكي وأنباء أن سبب الاعتقال هو خطبة له عن المنكرات ووجوب إنكارها على فاعلها.
- 27 أغسطس:
  - بدء سريان عقوبات أمريكية على روسيا بزعم ضلوع موسكو في تسميم الجاسوس السابق سيرغي سكريبال في بريطانيا.
  - لأول مرة الأمم المتحدة تكشف وقائع الإبادة الجماعية وجرائم الحرب ضد الروهينغا.
- 28 أغسطس:
  - مناورات عسكرية ضخمة في روسيا بمشاركة دول منظمة شنغهاي والهند وباكستان تشاركان لأول مرة.

### سبتمبر
- 1 سبتمبر:
  - الانتخابات التشريعية الموريتانية 2018(بالإنجليزية)
  - إنحرفت طائرة ركاب تابعة لشركة یوتی‌ایر(UTair) الروسية، عن مدرجها أثناء هبوطها في مطار سوتشي الدولي قادمة من موسكو، ما أسفر عن إصابة 18 شخصا بينهم ثلاثة أطفال.
- 2 سبتمبر:
  - حريق متحف البرازيل الوطني
- 6 سبتمبر:
  - المحكمة العليا الهندية تلغي قانون تجريم المثلية الجنسية في البلاد.[6]
- 8 سبتمبر:
  - القوة الجوفضائية لحرس الثورة الإسلامية تستهدف مقر الحزب الديمقراطي الكردستاني وهي حركة معارضة كردية إيرانية، بسبعة صواريخ قصير المدى أرض-أرض من نوع فاتح 110 في مدينة كوي سنجق العراقية في إقليم كردستان انتقامًا لما وصفته بالأعمال التخريبية والإرهابية للحركة في المناطق الحدودية الإيرانية.
- 9 سبتمبر:
  - الانتخابات العامة السويدية 2018
- 15 سبتمبر:
  - مصرع 3 أشخاص وفقدان 6 اخرين بسبب الإعصار مانغوت(إعصار مانكوت) الذي يضرب شمال الفلبين.
  - وكالة الفضاء الأمريكية ناسا تطلق قمرا صناعيا (آيس سات-2(آي سي إي سات-2)) لمراقبة التغيرات المناخية باستخدام أشعة الليزر على مدار العام.
- 16 سبتمبر:
  - قادة جبهة تحرير أورومو أقدم الحركات المسلحة في إثيوبيا يعودون إلى بلادهم بعد جهود الإصلاح التي يقودها آبي أحمد علي.
  - السلطات السعودية تعتقل إمام الحرم المكي الشيخ بندر عبد العزيز بليلة.
- 17 سبتمبر:
  - أعلنت شركة الطيران سبيس إكس أنها ستقل رجل الأعمال الياباني، يوساكو مايزاوا في رحلة إلى الفضاء ليحلق حول القمر، ليصبح أول سائح يقوم بذلك.
- 18 سبتمبر:
  - الخارجية الروسية تستدعي السفير الإسرائيلي في موسكو على خلفية إسقاط الطائرة الروسية قبالة السواحل السورية.
- 19 سبتمبر:
  - المستشارة الألمانية أنغيلا ميركل تقيل رئيس جهاز الإستخبارات الداخلية هانز جيورج ماسن لتشكيكه في صحة فيديو يظهر يمينيين متطرفين يطاردون أجانب.
- 22 سبتمبر:
  - عشرات القتلى والجرحى بعد أن قام مسلحون بمهاجمة عرض عسكري في الأهواز جنوب غرب إيران.
- 23 سبتمبر:
  - الخارجية الإيرانية تستدعي القائم بالأعمال الإماراتي في طهران غداة هجوم الأهواز.
- 29 سبتمبر:
  - السلطات الإندونيسية تعلن مقتل 385 شخصا وفقد المئات جراء زلازل وتسونامي ضرب جزيرة سولاوسي (الزلازل ضربت مدينة بالو ومحافظة دونغالا وتراوحت قوتها بين 5 و 7.5 درجات على مقياس ريختر.)
- 30 سبتمبر:
  - في جمهورية مقدونيا إجراء الإستفتاء لتغيير إسمها إلى جمهورية مقدونيا الشمالية.

### أكتوبر
- 1 أكتوبر:
  - فتحت الشرطة الأمريكية في لاس فيغاس تحقيقاً رسمياً مع اللاعب الدولي البرتغالي كريستيانو رونالدو في قضية اغتصابه لـ كاثرين مايورغا.
  - القوة الجوفضائية لحرس الثورة الإسلامية تستهدف مقرات لقوات داعش بستة صواريخ بالیستیة أرض-أرض وسبع طائرات قتالية من دون طيار قرب مدينة البوكمال شرقي الفرات بسوريا انتقاما لهجوم الأهواز.
- 2 أكتوبر:
  - الرئيس العراقي المنتخب برهم صالح، يؤدي اليمين الدستورية أمام رئيس المحكمة الإتحادية.
- 3 أكتوبر:
  - الرئيس العراقي المنتخب برهم صالح يتسلم مقاليد الرئاسة من سلفه فؤاد معصوم في حفل رسمي ببغداد.
  - تولى رئيس الوزراء الفرنسي، إدوار فيليب منصب وزير الداخلية المؤقت، ليخلف جيرار كولومب الذي استقال من منصبه.
- 4 أكتوبر:
  - تركيا تستدعي السفير السعودي في أنقرة للاستفسار عن اختفاء الصحفي السعودي جمال خاشقجي الذي إختفى عقب دخوله إلى القنصلية السعودية في إسطنبول.
  - احتجاجات في عاصمة جمهورية إنغوشيا معارضة لترسيم الحدود بين جمهوريتي إنغوشيا والشيشان الروسيتين.
  - قررت هنغاريا طرد القنصل الأوكراني لديها، وذلك ردا على إعلان كييف أن القنصل الهنغاري شخص غير مرغوب فيه وأمهلته 3 أيام لمغادرة البلاد.
- 5 أكتوبر:
  - الناشطة العراقية الإيزيدية نادية مراد تحصل على جائزة نوبل للسلام 2018.
  - الشرطة الفرنسية تفتح تحقيق في اختفاء مينغ هونغ وي مدير الإنتربول .
- 6 أكتوبر:
  - افتتاح الألعاب الأولمبية الصيفية للشباب 2018 في بوينس آيرس
- 7 أكتوبر:
  - الانتخابات العامة في البوسنة 2018.
  - الانتخابات العامة البرازيلية 2018 (الرئاسية والتشريعية)
  - الانتخابات الرئاسية في الكاميرون 2018(بالإنجليزية  [لغات أخرى]‏)
- 11 أكتوبر:
  - هبوط اضطراري لمركبة الرحلة سويوز إم إس-10 بسبب فشل في الصاروخ الحامل بعد دقائق من الإطلاق، وكان على متنها رائدا فضاء روسي وأمريكي.
- 15 أكتوبر:
  - إعادة فتح معبر جابر نصيب الحدودي بين الأردن وسوريا بعد إغلاقه منذ 2015 بسبب اشتداد المعارك في سوريا.
- 16 أكتوبر:
  - 6 قتلى على الأقل وأكثر من 80 جريحا في انحراف قطار عن سكته قرب العاصمة المغربية الرباط.
  - الرئيس الفرنسي ماكرون يعين زعيم الحزب الحاكم كريستوف كاستانير وزيرا للداخلية.
  - البرلمان الإثيوبي يصدق على حكومة جديدة قلصت حقائبها من 28 إلى 20 نصفها تولتها سيدات.
- 18 أكتوبر:
  - أفغانستان: مقتل حاكم قندهار زلمي ويسا وقائدا المخابرات والشرطة فيها الجنرال عبد الرازق قادري، بعد أن أطلق حارس حاكم الولاية النار عليهم خلال اجتماع مع الجنرال سكوت ميلر قائد القوات الأمير كية وقوات حلف شمال الأطلسي (الناتو) في أفغانستان. وأسفر الهجوم عن إصابة ثلاث جنود أميركيين من الحراس. وقال المتحدث باسم طالبان ذبيح الله مجاهد على تويتر إن «الهدف كان الجنرال ميلر والحاكم زلمي ويسا».
  - أدى الدكتور معين عبدالملك سعيد الصبري رئيس الوزراء اليمنى الجديد اليمين الدستورية أمام الرئيس اليمنى عبد ربه منصور هادي في الرياض.
- 19 أكتوبر:
  - السعودية تُعلن مقتل الصحفي جمال خاشقجي في قنصليتها بتركيا.
- 20 أكتوبر:
  - الانتخابات البرلمانية الأفغانية 2018
- 21 أكتوبر:
  - العاهل عبد الله الثاني بن الحسين يُنهي اتفاقية تأجير أراضي الباقورة والغمّر لإسرائيل بعد انتهاء المدة حسب اتفاقية السلام الأردنية الإسرائيلية، وإسرائيل تُهدد بقطع المياه عن عمَّان.
- 22 أكتوبر:
  - العثور على سلسلة من الطرود المفخخة تستهدف معارضي الرئيس الأمريكي دونالد ترامب.
- 25 أكتوبر:
  - سيول في الأردن تخلف 20 قتيلاً معظمهم من الأطفال، والأردن تعلن الحداد لمدة ثلاثة أيام.
  - انتخاب سهلورق زودي رئيسةً لإثيوبيا، لتصبح أول امرأة تتولى هذا المنصب.
- 27 أكتوبر:
  - حادثة إطلاق نار في كنيس بمدينة بيتسبرغ بولاية بنسلفانيا الأمريكية تؤدي إلى مقتل 11 شخصاً وإصابة ستة آخرين.
  - رجل الأعمال التايلاندي ومالك نادي ليستر سيتي فيشاي سريفادانابرابها يلقى حتفه في حادثة سقوطٍ لمروحيته على ملعب كينغ باور.
- 28 أكتوبر:
  - انتخاب جايير بولسونارو رئيساً جديداً للبرازيل بعد فوزه بنسبة 55% من الأصوات.
- 29 أكتوبر:
  - تحطَم طائرة رُكاب إندونيسية على متنها 189 شخصًا قُبالة بحر جاوة بعد إقلاعها من مطار سوكارنو هاتا الدولي في رحلةٍ إلى بانغكال بينانغ.
  - تسعة جرحى في تفجير انتحاري نفذته امرأة في شارع الحبيب بورقيبة بالعاصمة تونس.

### نوفمبر
- 2 نوفمبر – مقتل 9 أقباط في هجوم مسلح بمحافظة المنيا في مصر، وتبنت ولاية سيناء الهجوم.
- 4 نوفمبر – الإعلان عن نتيجة استفتاء استقلال كاليدونيا الجديدة، حيثُ رفض 56.4% من المصوتين الاستقلال عن فرنسا.
- 5 نوفمبر – دخول حزمة العقوبات الأمريكية الجديدة على إيران حيز التنفيذ.
- 6 نوفمبر – الانتخابات النصفية للكونغرس ومجلس النواب الأمريكي.
- 7 نوفمبر – انتخاب العالم المغربي أحمد الريسوني رئيسًا للاتحاد العالمي لُعلماء المُسلمين خلفًا لِلمُؤسس الشيخ يوسف القرضاوي.
- 9 نوفمبر – الترجي الرياضي التونسي يفوز بلقب دوري أبطال أفريقيا 2018 بعد فوزه على الأهلي المصري بنتيجة 4-3 في مجموع المباراتين.
- 15 نوفمبر – بيع لوحة بورتريه فنان (مسبح مع شخصيتين) للرسام ديفيد هوكني بمبلغ 90.3 مليون دولار، لتصبح اللوحة الأغلى لرسام لا يزال على قيد الحياة.
- 16 نوفمبر – اللجنة الدولية للأوزان والمقاييس تعيد تعريف وحدات الكيلوجرام والأمبير والكلفن والمول.
- 16 نوفمبر – السُلطات اليابانيَّة تعتقل رئيس تحالف رينو-نيسان اللبناني الأصل كارلوس غصن لِلتحقيق معه بشأن تُهمٍ تتعلَّق بِالفساد المالي والإداري.
- 18 نوفمبر – منتخب موريتانيا لكرة القدم يتأهل للمرة الأولى في تاريخه إلى نهائيات كأس الأمم الأفريقية.
- 18 نوفمبر – الانتخابات التشريعية في غينيا بيساو
- 24 نوفمبر – الانتخابات الرئاسية في مدغشقر
- 25 نوفمبر – زلزال يضرب شمال العراق وغرب إيران بِقُوَّة 6.3 درجات على مقياس درجة العزم يُؤدي إلى إصابة أكثر من 400 شخص بِجُرُوح.
- 26 نوفمبر – مسبار ناسا الفضائي إنسايت يهبط بنجاح على سطح المريخ.
- 28 نوفمبر – اللاعب النرويجي ماغنوس كارلسن يحتفظ بلقبه بطلاً للعالم في الشطرنج بعد تغلّبه على منافسه فابيانو كاروانا.
- 30 نوفمبر – وفاة الرئيس الأمريكي الأسبق جورج بوش الأب عن عُمرٍ يُناهز 94 سنة.
- نوفمبر: الانتخابات التشريعية في مالي.
- نوفمبر: الانتخابات التشريعية في موريتانيا.
- نوفمبر: الانتخابات التشريعية في مولدوفا.

### ديسمبر
- 1 ديسمبر – أندريس مانويل لوبيس أوبرادور يؤدي اليمين الدستورية ليصبح أول رئيس يساري في تاريخ المكسيك الحديث.
- 3 ديسمبر – قطر تعلن انسحابها من منظمة أوبك ابتداءً من يناير المقبل.
- من المقرر إجراء الانتخابات التشريعية والرئاسية في جمهورية الكونغو الديمقراطية بعد أن كانت الهيئة الانتخابية الوطنية قد أجلتها من عام 2016 حتى 2018.
- 11 ديسمبر – هجوم بإطلاق نار في مدينة ستراسبورج الفرنسية ما أدى لمقتل 3 وإصابة 12 شخصًا.
- 12 ديسمبر – فشل سحب الثقة برئيسة الوزراء البريطانية تيريزا ماي عن زعامة حزب المحافظين بعد تصويت لأعضاء الحزب، بأغلبية مائتي صوت مقابل 117 صوتًا.
- 13 ديسمبر – مقتل 9 أشخاص وإصابة 84 آخرين بِجُرُوح بعد اصطدام قطار رُكَّاب فائق السُرعة بِآخر على مقرُبةٍ من يني محلَّة بِمُحافظة أنقرة التُركيَّة.
- 16 ديسمبر – الرئيس السوداني عمر حسن البشير يلتقي الرئيس السوري بشار الأسد في دمشق خلال زيارة رسمية مفاجئة هي الأولى لرئيس عربي إلى سوريا منذ اندلاع الثورة السورية.
- 17 ديسمبر – مقتل سائحتين (نرويجية ودنماركية) في منطقة إمليل جنوب المغرب في ما يسمى بجريمة شمهروش والذي اعتبرته السلطات المغربية إرهابيا، وألقت القبض على مجموعة مشبوهين.
- 22 ديسمبر – أمواج تسونامي تضرب مضيق سوندا في إندونيسيا، وتتسبب في مقتل 429 شخصًا على الأقل وإصابة 1,459 آخرين .
  - وفاة الأمير طلال بن عبد العزيز آل سعود أحد مؤسسي حركة الأمراء الأحرار ووالد الوليد بن طلال، عن عمر يُناهز 87 سنة.

## مواليد
- 23 أبريل -  لويس أمير كامبريدج أمير كامبريدج.

## الوفيات

### يناير
- 1 يناير:  إبراهيم نافع صحفي وكاتب مصري.
- 1 يناير:  أحمد اللدن مفتي راشيا وعالم مسلم وخطاط وداعية لبناني.
- 2 يناير:  علي أكبر معين فر سياسي ووزير إيراني.
- 2 يناير:  علي كاظم لاعب كرة قدم عراقي.
- 5 يناير:  أصغر خان قائد عسكري باكستاني.
- 5 يناير:  جون يونغ رائد فضاء أمريكي.
- 5 يناير:  منير أوزكول ممثل تركي.
- 6 يناير:  عفاف الصادق ناشطة سودانية.
- 6 يناير:  توماس بوب عالم فلك أمريكي.
- 7 يناير:  مشاري العرادة موسيقي وملحن كويتي.
- 7 يناير:  فرانس غال مغنية فرنسية.
- 8 يناير:  جورج ماكسويل ريتشاردز رئيس ترينيداد وتوباغو الرابع.
- 8 يناير:  خوان كارلوس غارسيا لاعب كرة قدم هندوراسي.
- 9 يناير:  أودفار نوردلي سياسي نرويجي ورئيس وزراء البلاد الحادي والعشرون.
- 9 يناير:  ماريو برنيولا فيلسوف ايطالي.
- 10 يناير:  ميخائيل درجافين ممثل كوميدي روسي.
- 13 يناير:  جان بورتر ممثلة أمريكية
- 13 يناير:  إلياهو فينوغراد قاضي إسرائيلي.
- 13 يناير:  حميد الهزاز حارس كرة قدم مغربي.
- 14 يناير:  دان جورني سائق فورملا 1 أمريكي.
- 14 يناير:  هيو ويلسون مخرج سينمائي وكاتب سيناريو وممثل أمريكي.
- 15 يناير:  دولوريس أوريوردان مغنية وموسيقية ايرلندية.
- 16 يناير:  برادفورد ديلمان ممثل أمريكي.
- 16 يناير:  العربي رفوع دبلوماسي مغربي.
- 16 يناير:  جو جو وايت لاعب مدرب كرة سلة أمريكي.
- 16 يناير:  فهد غزولي ممثل ومنتج ومؤلف ومخرج سعودي.
- 17 يناير:  جيسيكا فالخولت ممثلة أسترالية.
- 17 يناير:  دينيس كوسبيرت مغني ومقاتل في داعش ألماني.
- 17 يناير:  عبد العزيز بن صالح التويجري عالم مسلم وداعية سعودي.
- 18 يناير:  إشفاق أحمد فيزيائي باكستاني.
- 18 يناير:  آلاء العوادي اعلامية عراقية.
- 18 يناير:  أنتوني شور قاتل متسلسل أمريكي.
- 18 يناير:  صبري موسى كاتب روائي وصحفي وسيناريو مصري.
- 19 يناير:  دوروثي مالون ممثلة أمريكية.
- 19 يناير:  أوليفيا كول ممثلة أمريكية.
- 20 يناير:  بول بوكوز طاهٍ فرنسي.
- 20 يناير:  ناعومي باركر أمريكية صاحبة ملصق نستطيع فعلها!.
- 21 يناير:  فيليب غونديه لاعب كرة قدم فرنسي.
- 21 يناير:  كوني ساوير ممثلة أمريكية.
- 21 يناير:  تسوكاسا هوساكا لاعب كرة قدم ياباني.
- 22 يناير:  جيمي أرمفيلد لاعب كرة قدم إنجليزي.
- 22 يناير:  أورسولا لي جوين أدبية أمريكية.
- 23 يناير:  محمد المفرح ممثل ومخرج سعودي.
- 23 يناير:  نيكانور بارا شاعر تشيلي.
- 23 يناير:  هيو ماسيكيلا عازف بوق جنوب أفريقي.
- 25 يناير:  غسان الشكعة سياسي فلسطيني.
- 26 يناير:  نهاد طربيه مطرب لبناني.
- 27 يناير:  جوزيف الهاشم زجال لبناني.
- 27 يناير:  إينغفار كامبراد رجل أعمال سويدي.
- 28 يناير:  جين شارب أكاديمي وباحث أمريكي.
- 30 يناير:  عماد العلمي قيادي في حماس فلسطيني.
- 30 يناير:  مارك سالينغ ممثل أمريكي.
- 30 يناير:  محمد المزكلدي فنان مغربي.
- 31 يناير:  أزيليو فيتشيني مدرب كرة قدم ايطالي.
- 31 يناير:  ليونيد كادينوك رائد فضاء أوكراني.
- 31 يناير:  راسوال باتلر لاعب كرة سلة أمريكي.
- 31 يناير:  موسى المعماري فنان ومعماري لبناني.
- 31 يناير:  دان ألون مبارز إسرائيلي.

### فبراير
- 1 فبراير:  عمر العقاد رجل أعمال وسياسي فلسطيني.
- 3 فبراير:  كارولي بالوتاي حكم كرة قدم مجري.
- 4 فبراير:  آلان باكر رياضياتي بريطاني.
- 4 فبراير:  شيموس باتيسون سياسي ايرلندي.
- 5 فبراير:  عمار بن عودة سياسي ومناضل جزائري.
- 5 فبراير:  لاديسلاف كاتشاني لاعب كرة قدم سلوفاكي.
- 6 فبراير:  أحمد نصر جرار مقاوم فلسطيني.
- 7 فبراير:  جون بري بارلو كاتب وشاعر أمريكي.
- 8 فبراير:  إبراهيم الشقنقيري مخرج مصري.
- 8 فبراير:  طاهر العتباني شاعر مصري.
- 9 فبراير:  جون غافن ممثل أمريكي.
- 9 فبراير:  ريج إي كاثي ممثل أمريكي.
- 9 فبراير:  ليام ميلر لاعب كرة قدم أيرلندي.
- 9 فبراير:  نيبويسا غلوغوفاتش ممثل صربي.
- 10 فبراير:  ميتشكو إشمور كاتبة يابانية.
- 10 فبراير:  آلن باترسبي عالم كيمياء عضوية بريطاني.
- 11 فبراير:   نيكولاس شحادة لاعب رغبي لبناني وسياسي أسترالي.
- 12 فبراير:  فتحية مزالي مدرسة وسياسية تونسية.
- 13 فبراير:  جوزيف بونيل لاعب كرة قدم فرنسي.
- 13 فبراير:  هنريك أمير الدنمارك زوج مارغريت الثانية ملكة الدنمارك.
- 14 فبراير:  مورغان تشانغراي رئيس وزراء زمبابوي.
- 14 فبراير:  رود لوبرز سياسي ودبلوماسي هولندي ورئيس وزراء البلاد السابع والأربعين.
- 15 فبراير:  لاسي لو أهر ممثلة أمريكية.
- 15 فبراير:  محمد أنقار كاتب وأديب مغربي.
- 17 فبراير:  محمد متولي ممثل مصري.
- 18 فبراير:   غونتر بلوبل عالم أحياء أمريكي ألماني.
- 18 فبراير:  بافيل بانوف لاعب ومدرب كرة قدم بلغاري.
- 19 فبراير:  سيرجي ليتفينوف لاعب قوي ومدرب روسي.
- 20 فبراير:  لوسيان بوشاردو حكم كرة قدم دولي نيجيري.
- 21 فبراير:  بيلي غراهام مبشر مسيحي إنجيلي أمريكي.
- 21 فبراير:  سهام فتحي ممثلة مصرية.
- 21 فبراير:  لاكي لوك ممثل المكسيكية بريطانية ألمانية.
- 22 فبراير:  ريتشارد تيلور عالم فيزياء كندي.
- 24 فبراير:  سريديفي ممثلة هندية.
- 25 فبراير:  داني فلورنسيو لاعب كرة سلة فلبيني.
- 25 فبراير:  يان كويساك صحفي استقصائي سلوفاكي.
- 27 فبراير:  كيني لاعب كرة قدم أسباني.

### مارس
- 1 مارس:  ماريا روبيو ممثلة مكسيكية.
- 1 مارس:  لويجي تافيري متسابق درجات نارية سويسري.
- 2 مارس:  جيسوس لوبيز قائد أوركسترا أسباني.
- 3 مارس:  محمد سلامة (إينو) لاعب كرة قدم مصري.
- 3 مارس:  روجر بانستر عداء وطبيب وأكاديمي بريطاني.
- 3 مارس:  ثابت هادجيتش لاعب ومدرب كرة سلة بوسنني.
- 4 مارس:  دافيدي أستوري لاعب كرة قدم ايطالي.
- 5 مارس:  عبد الحفيظ الأشهب طبيب وسياسي فلسطيني.
- 5 مارس:  جام ساقي سياسي باكستاني.
- 5 مارس:  شاكر العليان حارس مرمي سعودي.
- 5 مارس:  إدريس السغروشني عالم لغة عربية مغربي.
- 6 مارس:  جون سالستون احيائي وعالم وراثة بريطاني.
- 7 مارس:  رينالدو بينيوني رئيس الأرجنتين الحادي والاربعين.
- 7 مارس:  حنا مينة ممثل وكاتب سوري.
- 8 مارس:  ألبين فيدوفيتش لاعب كرة قدم كرواتي.
- 10 مارس:  جين رودس لاعب ومدرب كرة سلة أمريكي.
- 10 مارس:   صبا محمود عالمة إنسانيات وأكاديمية وناشطة نسوية أمريكية باكستانية.
- 10 مارس:  رالف والدمان متسابق دراجات ألماني.
- 10 مارس:  هوبير دو جيفنشي مصمم ازياء فرنسي.
- 11 مارس:  صفي الدين أبو شناف قائد عسكري مصري.
- 12 مارس:  منصور بن حمد المالك عالم مسلم وفقيه وقاض سعودي.
- 13 مارس:  نيكولاي جلوشكوف معارض روسي.
- 13 مارس:  كين فلاتش لاعب كرة مضرب أمريكي.
- 13 مارس:  جي إل باركز لاعب كرة سلة أمريكي.
- 13 مارس:  هنري ويليامز لاعب كرة سلة أمريكي.
- 13 مارس:  عبد الله الباروني ممثل كويتي.
- 13 مارس:  سمير زاهر لاعب كرة قدم مصري ثم رئيس مجلس إدارة للاتحاد المصري لكرة القدم.
- 14 مارس:  ستيفن هوكينج عالم فيزياء بريطاني.
- 14 مارس:  إيميلي نصر الله كاتبة وأدبية لبنانية.
- 14 مارس:  روبن غالفان لاعب كرة قدم أرجنتيني.
- 14 مارس:  مارييل فرانكو سياسية وناشطة حقوق برازيلية.
- 15 مارس:  محمد الصياح سياسي تونسي.
- 15 مارس:  زياد أبو سويلم ممثل أردني.
- 16 مارس:  أدريان لامو هاكر وصحفي أمريكي.
- 16 مارس:  تشارلز يانوفسكي عالم وراثة أمريكي.
- 17 مارس:  فان فان خاي سياسي ورئيس فيتنام ورئيس وزراء البلاد الخامس.
- 19 مارس:  سودان اخر وحيد قرن الابيض الشمالي.
- 19 مارس:  فهد الفانك صحفي واقتصادي أردني.
- 20 مارس:  بيتر جورج بيترسون رجل أعمال أمريكي.
- 21 مارس:  موسى عمار اعلامي ومنتج وممثل أردني.
- 21 مارس:  علي ظاظا وزير الداخلية الاسبق سوري.
- 22 مارس:  داريوش شايغان فيلسوف إيراني.
- 22 مارس:  رينيه هاوسمان لاعب كرة قدم أرجنتيني.
- 22 مارس:  تشارلز لعازر مدير متجر ألعاب أمريكي، مؤسس شركة تويز آر أص.
- 23 مارس:  شون تريسي سياسي أيرلندي.
- 24 مارس:  ريم بنا فنانة وناشطة فلسطينية.
- 24 مارس:  ماركو سولفريني لاعب كرة سلة ايطالي.
- 24 مارس:  أرنو بلترام ضابط في الدرك الوطني الفرنسي.
- 24 مارس:  فرانك مايزلر نحَّات إسرائيلي.
- 24 مارس:  خوزيه آبرو سياسي وموسيقار فنزويلي.
- 26 مارس:  لويس جريس كاتب وصحفي مصري.
- 29 مارس:  محمد شاكر دبلوماسي مصري.

### أبريل
- 1 أبريل:  إفراين ريوس مونت رئيس غواتيمالا السادس والعشرين.
- 2 أبريل:  ويني ماديكيزيلا مانديلا مناضلة وزوجة الزعيم الراحل نيلسون مانديلا.
- 2 أبريل:  أحمد خالد توفيق أديب مصري.
- 2 أبريل:  إيلي أونانا لاعب كرة قدم كاميروني.
- 2 أبريل:   فوفي سانتوري لاعب ومدرب كرة سلة أمريكي بورتوريكي.
- 2 أبريل:  ألتون فورد لاعب كرة سلة أمريكي.
- 3 أبريل:  هاشم محاميد سياسي إسرائيلي من عرب الداخل.
- 4 أبريل:  راي ويلكينز لاعب كرة قدم إنجليزي.
- 5 أبريل:  إيزاو تاكاهاتا مؤلف ومخرج سينمائي ومنتج أفلام ياباني.
- 6 أبريل:  ياسر مرتجى مصور صحفي فلسطيني.
- 8 أبريل:  آمال فهمي اعلامية مصرية.
- 8 أبريل:  أندريه ليرون لاعب كرة قدم فرنسي.
- 9 أبريل:  بيتر غرونبيرغ عالم فيزياء ألماني.
- 9 أبريل:  سعد محمد رحيم كاتب عراقي.
- 12 أبريل:  سرخيو بيتول كاتب ومترجم ودبلوماسي مكسيكي.
- 13 أبريل:   ميلوش فورمان مخرج وممثل وسيناريست وأستاذ جامعي أمريكي تشيكي.
- 14 أبريل:  هال قرير لاعب كرة سلة أمريكي.
- 15 أبريل:  آر لي إيرمي عسكري وممثل أمريكي.
- 16 أبريل:  هاري أندرسون ممثل وكاتب سيناريو أمريكي.
- 16 أبريل:  علي الجمال أسير فلسطيني.
- 17 أبريل:  باربرا بوش زوجة الرئيس الحادي والاربعين للولايات المتحدة جورج بوش الأب.
- 18 أبريل:   برونو سامارتينو مصارع اسطوري أمريكي ايطالي محترف.
- 20 أبريل:  أفيتشي دي جي ومنسق أسطوانات عالمي.
- 21 أبريل:  فادي البطش مهندس كهربائي فلسطيني.
- 21 أبريل:  نابي تاجيما معمرة فائقة يابانية.
- 21 أبريل:  فيرن تروير ممثل أمريكي.
- 22 أبريل:  وئام الدحماني مذيعة وممثلة ومغنية مغربية.
- 24 أبريل:  هنري ميشيل لاعب ومدرب كرة قد فرنسي.
- 25 أبريل:  ألبرتو مارسون لاعب كرة سلة برازيلي.
- 26 أبريل:  علي المنوفي أستاذ جامعي ومترجم مصري.
- 26 أبريل:  يوشينوبو إيشي لاعب كرة قدم ياباني.
- 27 أبريل:  ألفارو أرزو رئيس غواتيمالا الثاني والثلاثين.
- 28 أبريل:  تيتسورو ميورا مدرب كرة قدم ياباني.
- 29 أبريل:  لويس غارسيا ميزا تيجادا عسكري ورئيس بوليفيا الثامن والستون.
- 30 أبريل:  روز لورينس مغنية وكاتبة أغاني فرنسية.

### مايو
- 3 مايو:  جمالات شيحة إحدى رائدات الفن الشعبي المصري.
- 3 مايو:  أفونسو دلاكاما سياسي موزمبيقي.
- 3 مايو:  ديفيد بينس عالم فيزياء أمريكي.
- 4 مايو:  ليونيل لامي لاعب كرة قدم فرنسي.
- 6 مايو:  خالد محيي الدين سياسي مصري وآخر من بقي على قيد الحياة من أعضاء مجلس قيادة ثورة 23 يوليو.
- 6 مايو:  باولو فيراري ممثل ومقدم برامج وكاتب سيناريو ايطالي
- 6 مايو:  جمال ناجي روائي وقاص أردني.
- 6 مايو:  محمد مفرج المسيلم أمير قبيلة الرشايدة في الكويت.
- 8 مايو:  أريس مالايو سياسي ماليزي.
- 8 مايو:  محمود حمود سياسي ودبلوماسي لبناني.
- 9 مايو:  عمر داوود لاعب كرة قدم ليبي.
- 9 مايو:  أحمد مكروح لاعب كرة قدم مغربي.
- 9 مايو:  خديجة الحديثي عالمة لغوية وأكاديمية عراقية.
- 10 مايو:  ديفيد غودال عالم أسترالي.
- 10 مايو:  البشير العريبي شاعر تونسي كتب النشيد الوطني الليبي.
- 10 مايو:  عبد الرحمن بن عبد العزيز بن ماجد مؤذن وامام سعودي.
- 13 مايو:  إدغاردو عنجرة سياسي ومحام فلبيني.
- 13 مايو:  مارغوت كيدر ممثلة كندية.
- 13 مايو:  مي عريضة فنانة لبنانية.
- 14 مايو:  جورج سودارشان عالم فيزياء نظرية هندي.
- 14 مايو:  كمال عمران أستاذ جامعي وسياسي تونسي.
- 14 مايو:  توم وولف كاتب وصحفي وروائي أمريكي.
- 14 مايو:  هوارد باين لاعب كرة سلة أمريكي.
- 15 مايو:  ماريا لطيفي إعلامية مغربية.
- 15 مايو:  حادة عبو اعلامية مغربية.
- 15 مايو:  جلويد سامويل لاعب كرة قدم ترينيدادي.
- 15 مايو:  راي ويلسون لاعب ومدرب كرة قدم إنجليزي.
- 16 مايو:  لوتشيان بينتيليه مخرج وكاتب سيناريو روماني.
- 17 مايو:   ريتشارد بايبس مؤرخ بولندي أمريكي.
- 17 مايو:  نيكول فونتين سياسية فرنسية والرئيسة العشرون للبرلمان الأوروبي.
- 18 مايو:  إياد فتيح الراوي قائد عسكري عراقي.
- 19 مايو:  مية الجريبي سياسية ومناضلة حقوق تونسية.
- 19 مايو:  حومان جرير لاعب كرة مغربي.
- 19 مايو:   برنارد لويس مؤرخ بريطاني أمريكي.
- 19 مايو:   ريتشارد ويلسون عالم فيزياء بريطاني أمريكي.
- 20 مايو:  علي حُسنين اخر وزير خارجية ليبي.
- 21 مايو:
  -  آنا فيريرو ممثلة ايطالية.
  -  أسماء حمزة، مغنية وملحنة سودانية.
- 22 مايو:  فيليب روث كاتب وروائي أمريكي.
- 23 مايو:  لويس بوسادا كاريليس عسكري كوبي وعميل استخباراتي للولايات المتحدة.
- 26 مايو:  تيد دابني مخترع أمريكي.
- 26 مايو:  روجيه بيانتوني لاعب كرة قدم فرنسي.
- 26 مايو:  دونالد بيترسون رائد فضاء أمريكي.
- 28 مايو:  ينز سكو عالم كيمياء دنماركي وحاصل أيضا علي جائزة نوبل في الكيمياء
- 29 مايو:  سعد محمد حسن موسيقار مصري.
- 29 مايو:  مديحة يسري فنانة مصرية.
- 29 مايو:  أركادي بابشينكو صحفي روسي.
- 29 مايو:  فيصل يوسف المرزوق إعلامي كويتي.
- 29 مايو:  علي بنات ملياردير شاب أسترالي.

### يونيو
- 1 يونيو:  رزان النجار ممرضة وناشطة حقوقية فلسطينية.
- 1 يونيو:  جون جوليوس نورويتش سياسي ومؤرخ وكاتب ومقدم تلفزيوني بريطاني.
- 2 يونيو:  بول بوير عالم كيمياء حيوية وتحليلية أمريكي.
- 3 يونيو:  فرانك كارلوتشي سياسي أمريكي.
- 4 يونيو:  أحمد سعيد مذيع مصري.
- 5 يونيو:  إيرا برلين مؤرخ وأستاذ جامعي أمريكي.
- 5 يونيو:  عبد الله بن خالد بن علي آل خليفة أديب ومؤرخ وشاعر وسياسي بحريني.
- 6 يونيو:  ماتيا ماتيفسكي شاعر وناقد مسرحي ومترجم مقدوني.
- 7 يونيو:  آري دن هارتوغ دراج هولندي.
- 7 يونيو:  فرانسيس سميريكي لاعب ومدرب كرة قدم فرنسي.
- 8 يونيو:  أنتوني بورداين طباخ وكاتب أمريكي.
- 8 يونيو:  بير آلمارك سياسي وكاتب سويدي.
- 8 يونيو:  ماريا بوينو لاعبة كرة مضرب برازيلية.
- 9 يونيو:  هالة بنت دعيج آل خليفة زوجة ولي عهد مملكة البحرين.
- 10 يونيو:  عبد الله هازلهوف كاتب وعالم مسلم هولندي.
- 10 يونيو:  ستان أندرسون لاعب ومدرب كرة قدم إنجليزي.
- 11 يونيو:  أوسكار فيرلونج لاعب كرة سلة أرجنتيني.
- 13 يونيو:  آن دونوفان لاعبة كرة سلة أمريكية.
- 13 يونيو:  دي جاي فونتانا موسيقي أمريكي.
- 14 يونيو:  منجي الكعلي سياسي ومحامي تونسي.
- 14 يونيو:  الملا فضل الله زعيم تنظيم طالبان باكستان.
- 15 يونيو:  خالد البكري مُلحن مصري-سوري.
- 17 يونيو:  ماهر عصام ممثل مصري.
- 18 يونيو:  فيدر مصارع أمريكي محترف.
- 18 يونيو:  كوستاس بوليتيس لاعب ومدرب كرة سلة يوناني.
- 18 يونيو:  إكس إكس إكس تنتاسيون مغني راب أمريكي.
- 18 يونيو:  صالح بن مباركة سياسي تونسي.
- 19 يونيو:  آمال فريد ممثلة مصرية.
- 19 يونيو:  سيرجيو غونيلا رجل أعمال وحكم إيطالي.
- 19 يونيو:  إليزابيث أميرة الدنمارك أميرة ودبلوماسية دنماركية.
- 19 يونيو:  بيل كينفيلي لاعب كرة سلة أمريكي.
- 19 يونيو:  كوكو أنثى غوريلا سهول غربية تعلمت لغة الإشارة الأمريكية.
- 20 يونيو:  دانتي كابوتو أكاديمي ودبلوماسي وسياسي أرجنتيني والرئيس الثالث والأربعون للجمعية العامة للأمم المتحدة.
- 20 يونيو:  إيرني هنت لاعب كرة قدم بريطاني.
- 21 يونيو:  معوض عوض إبراهيم عالم مسلم مصري وأقدم خريج أزهري وأكبر المحدثين سنًا في العالم الإسلامي حتى تاريخ وفاته.
- 21 يونيو:  تشارلز كروثامر صحفي وطبيب وناقد أمريكي.
- 21 يونيو:  أرماندو ميروديو لاعب كرة قدم أسباني.
- 22 يونيو:   فيليتسيا لانغر محامية وناشطة حقوقية إسرائيلية بولندية.
- 23 يونيو:  باقي زكي يوسف قائد عسكري مصري.
- 24 يونيو:  ستانلي أندرسون ممثل أمريكي.
- 25 يونيو:  دونالد آيفي عالم فيزياء كندي.
- 26 يونيو:  هنري نامفي عسكري وسياسي هايتي ورئيس الجمهورية الخامس والثلاثون.
- 27 يونيو:  جوزيف جاكسون ملاكم ومدير مواهب أمريكي ووالد عائلة جاكسون الفنية.
- 28 يونيو:  مدحت مرسي ممثل مصري.
- 28 يونيو:   دينيس أكياما ممثل ومؤدي صوت كندي ياباني.
- 29 يونيو:  إيرينا شفينسكا عداءة أولمبية بولندية.
- 30 يونيو:   فؤاد سزكين باحث ومؤرخ تركي ألماني.

### يوليو
- 1 يوليو:  آموس كارداريللي لاعب كرة قدم ايطالي.
- 2 يوليو:  مبارك بن قران المنصوري سياسي إماراتي.
- 4 يوليو:   إرنست همبرغر عالم فيزياء برازيلي ألماني.
- 4 يوليو:  علي قانصوه سياسي وتربوي لبناني.
- 6 يوليو:  عمران الزعبي وزير إعلام سوري أسبق.
- 6 يوليو:  لحسن أخميس لاعب كرة قدم مغربي.
- 6 يوليو:   إسحاق الفرحان سياسي وتربوي أردني فلسطيني.
- 6 يوليو:  كليفورد روزير لاعب كرة سلة أمريكي.
- 6 يوليو:  أساهارا شوكو زعيم طائفة أوم شنريكيو اليابانية.
- 6 يوليو:  ماسامي تاتشيا عضو طائفة أوم شنريكيو متهم بتنفيذ عملية الغازات السامة في مترو طوكيو.
- 6 يوليو:  توموميتسو نييمي عضو طائفة أوم شنريكيو متهم بتنفيذ عملية الغازات السامة في مترو طوكيو.
- 6 يوليو:  توموساكا تاماغاوا عضو طائفة أوم شنريكيو متهم بتنفيذ عملية الغازات السامة في مترو طوكيو.
- 6 يوليو:  يوشيرو إينو عضو طائفة أوم شنريكيو متهم بتنفيذ عملية الغازات السامة في مترو طوكيو.
- 6 يوليو:  كيوهي هاياكاوا عضو طائفة أوم شنريكيو متهم بتنفيذ عملية الغازات السامة في مترو طوكيو.
- 7 يوليو:  ليفكو لوكياننكو أحد رموز استقلال أوكرانيا.
- 7 يوليو:  حسان لالماس لاعب كرة قدم جزائري.
- 7 يوليو:  وليام دنلوب دراج بريطاني.
- 7 يوليو:  تايلر هونيكات لاعب كرة سلة أمريكي.
- 7 يوليو:  ليفكو لوكياننكو سياسي ودبلوماسي أوكراني.
- 8 يوليو:  فرانك رامزي لاعب كرة سلة أمريكي.
- 8 يوليو:  ناصح الفضلي ممثل كويتي.
- 8 يوليو:  لوني شيلتون لاعب كرة سلة أمريكي.
- 9 يوليو:  هانز غونتر فينكلر فارس أولمبي ألماني.
- 12 يوليو:  محمد عمر المختار النجل الوحيد للمجاهد الليبي عمر المختار.
- 12 يوليو:  لين تشابيل لاعب كرة سلة أمريكي.
- 12 يوليو:  روجر بيري ممثل أمريكي.
- 12 يوليو:  أحمد أبو صالح سياسي سوري.
- 14 يوليو:  محمد العثيم كاتب ومسرحي سعودي.
- 14 يوليو:  ثيو بن غوريراب سياسي ودبلوماسي ناميبي ورئيس أسبق للجمعية العامة للأمم المتحدة.
- 14 يوليو:  ظاهر الرفاعي عالم مسلم عراقي ومرشد الطريقة الرفاعية في بغداد.
- 16 يوليو:  روبن جونز لاعب كرة سلة أمريكي.
- 17 يوليو:  الحاج ولد فحفو عالم مسلم وفقيه موريتاني.
- 18 يوليو:  بورتون ريختر عالم فيزياء أمريكي.
- 18 يوليو:  ادريان كروناور إذاعي أمريكي.
- 18 يوليو:  جون بانكس إليوت دبلوماسي غاني.
- 19 يوليو:  سعيد شقم سياسي ورياضي أردني.
- 19 يوليو:  محمد عبد الله الحمادي لاعب كرة قدم إماراتي.
- 21 يوليو:  أحمد مطلوب، وزير ثقافة عراقي.
- 22 يوليو:  فاطمة عبد المحمود سياسية سودانية.
- 22 يوليو:  خديجة محمدوفيتش، ناشطة حقوقية بوسنية ومُؤسسة جمعية أمهات سربرنيتسا.
- 22 يوليو:  تشيو مياكو معمرة فائقة يابانية وأكبر شخص سنًا في العالم حتى تاريخ وفاتها.
- 23 يوليو:  مي سكاف ممثلة سورية.
- 26 يوليو:  آدم ديماتشي ناشط سياسي وكاتب كوسوفوي.
- 27 يوليو:  محمد شرف ممثل مصري.
- 27 يوليو:  هياتم ممثلة وراقصة شرقية مصرية.
- 27 يوليو:  فتاة العرب شاعرة إماراتية.
- 29 يوليو:  كويتشي يوشيدا سياسي ياباني.
- 29 يوليو:  الأنبا أبيفانيوس قس قبطي مصري.
- 29 يوليو:   نيكولاي فولكوف مصارع محترف يوغوسلافي أمريكي.
- 30 يوليو:  محمد الزواهرة ممثل أردني.
- 30 يوليو:  أندرياس كابس دراج ألماني.
- 31 يوليو:   وليد الكبيسي كاتب وباحث نرويجي عراقي.
- 31 يوليو:  علي عزت بهمن سياسي واستاذ جامعي بوسني.
- 31 يوليو:  إبراهيم دمياطي مذيع سعودي.

### أغسطس
- 2 أغسطس:  أرماند دي لاس كويفاس دراج فرنسي.
- 2 أغسطس:  هارالد هاوبتمان عالم اثار ألماني.
- 5 أغسطس:  ماجد الماجد مطرب سعودي.
- 6 أغسطس:  مارغريت هيكلر سياسية ودبلوماسية أمريكية.
- 6 أغسطس:  سناء مظهر ممثلة مصرية.
- 6 أغسطس:  حمدي بدر الدين إعلامي سوداني.
- 8 أغسطس:  غوستافو جانيوني لاعب ومدرب كرة قدم إيطالي.
- 8 أغسطس:  غوران بندي دبلوماسي سويدي.
- 10 أغسطس:  محمد عواد الزيود سياسي أردني.
- 11 أغسطس:   فيديادر سوراجبراساد نيبول كاتب وروائي ترينيدادي بريطاني.
- 12 أغسطس:   سمير أمين مفكر واقتصادي مصري فرنسي.
- 12 أغسطس:  فريحة الأحمد أميرة كويتية.
- 13 أغسطس:  جيم نيدهارت مصارع محترف أمريكي.
- 13 أغسطس:  أونشو إيشيزوكا ممثل ومؤدي أصوات ومخرج مسرحي ياباني.
- 14 أغسطس:  ماريو تريبي لاعب كرة قدم إيطالي.
- 14 أغسطس:  إدوارد أوسبنسكي كاتب وشاعر ومذيع روسي.
- 14 أغسطس:  فهد الفهيد مذيع وإعلامي سعودي.
- 15 أغسطس:  أبو بكر الجزائري، عالم مسلم جزائري.
- 15 أغسطس:  روبرت إيفرت مهندس وعالم حاسوب أمريكي.
- 15 أغسطس:  جون شيبلي رولنسن عالم كيمياء بريطاني.
- 16 أغسطس:  سمير سلامة فنان تشكيلي فلسطيني.
- 16 أغسطس:  أريثا فرانكلين مغنية أمريكية.
- 16 أغسطس:  يلينا شوشونوفا لاعبة جمباز أولمبية روسية.
- 16 أغسطس:  أتال بيهاري فاجبايي سياسي هندي ورئيس وزراء البلاد العاشر.
- 16 أغسطس:  رفيف الياسري طبيبة تجميل ومقدمة برامج عراقية.
- 16 أغسطس:  بيني أندرسن كاتب أغانٍ وشاعر ومؤلف وملحن دنماركي.
- 16 أغسطس:  محمد دماغ نحات جزائري.
- 17 اغسطس:   سحر طه مطربة وعازفة عود وصحفية عراقية لبنانية.
- 18 أغسطس:  كوفي أنان دبلوماسي غاني والأمين العام السابع للأُمم المتحدة.
- 19 أغسطس:  محمد إدريس كاتب وممثل ومخرج مسرحي تونسي.
- 20 أغسطس:  أوري أفنيري صحفي إسرائيلي وأحد أشهر ناشطي اليسار في إسرائيل وعضو سابق في الكنيست.
- 20 أغسطس:  جيمي مكيلوري لاعب ومدرب كرة قدم أيرلندي شمالي.
- 21 أغسطس:  حنا مينه روائي سوري.
- 21 أغسطس:  ستيفان كارل ستيفانسون ممثل أيسلندي.
- 21 أغسطس:  باربرا هاريس ممثلة أمريكية.
- 22 أغسطس:  جوي مينته لاعب كرة سلة فلبيني.
- 23 أغسطس:  ياسر المصري ممثل أردني.
- 24 أغسطس:  فيجاي تشافان ممثل هندي.
- 24 أغسطس:  إيميديو نوفي صحفي وسياسي إيطالي.
- 24 أغسطس:  خافيير أوكسوا دراج إسباني سابق.
- 24 أغسطس:  أنطونيو بيناريلا ممثل إيطالي.
- 24 أغسطس:  ألكسي بارامونوف لاعب كرة قدم سوفييتي.
- 24 أغسطس:  ترودي ستيفنسون سفيرة وسياسية زيمبابويبية.
- 24 أغسطس:   واكاكو ياماوتشي كاتبة أمريكية يابانية.
- 24 أغسطس:  سيريل زلوبيك شاعر وكاتب ومترجم وصحفي وسياسي سابق سلوفيني.
- 24 أغسطس:  روبن ليتش كاتب ومراسل إنجليزي.
- 24 أغسطس:  فالنتينا راستفوروفا مبارزة سلاح سوفيتيية متقاعدة.
- 25 أغسطس:  ليندسي كيمب ممثل وراقص إنجليزي.
- 25 أغسطس:  يوجينيو تارابيني سياسي ومحامي إيطالي.
- 25 أغسطس:  ديودونيه بوغميس قسيس كاثوليوكي كاميروني.
- 25 أغسطس:  جيف لو متسلق جبال أمريكي.
- 25 أغسطس:  شاهول حميد حسب الله أكاديمي وجغرافي سريلانكي.
- 25 أغسطس:  جون ماكين سياسي أمريكي وضابط في البحرية الأمريكية وعضو في مجلسي الشيوخ والنواب.
- 26 أغسطس:  حجاب بن نحيت الحربي شاعر ومغني ورجل أعمال سعودي.
- 26 أغسطس:  كاي كاي هاريداس مخرج أفلام هندي.
- 26 أغسطس:  نيل سيمون كاتب مسرحي وروائي سينمائي أمريكي.
- 26 أغسطس:  اليشع أبراهاميان لاعب كرة قدم أرميني.
- 26 أغسطس:  إنج بورك سوبرانو ألماني.
- 26 أغسطس:  توماس جوزيف أوبراين أسقف أمريكي للكنيسة الرومانية الكاثوليكية.
- 26 أغسطس:  كارلو ديلا كورنا مدرب ولاعب كرة قدم إيطالي.
- 26 أغسطس:  روزا بوغليوني ممثلة سيرك فرنسية.
- 26 أغسطس:  كيري هيل مهندس أسترالي.
- 26 أغسطس:  توني هيلر كاتب أغاني بريطاني.
- 27 أغسطس:  روهان دالوات قائد عسكري سريلانكي.
- 27 أغسطس:   ميركا مورا فنانة بصرية فرنسية أسترالي.
- 27 أغسطس:  رون نيومان لاعب كرة قدم إنجليزي.
- 27 أغسطس:  عمر ناجي ممثل ومخرج مصري.
- 27 أغسطس:  تينا فوينتيس سباحة متزامنة إسبانية.
- 27 أغسطس:  آية كوياما مصارعة محترفة وفنانة قتال مُختلط يابانية
- 27 أغسطس:  هنري مكنمارا سياسي أمريكي وعضو مجلس شيوخ.
- 27 أغسطس:  ألفونسو أوسوريو محامي وسياسي إسباني.
- 27 أغسطس:  محمد المنور كاتب وباحث مغربي.
- 28 أغسطس:  جوسيب فونتانا مؤرخ وأكاديمي إسباني.
- 28 أغسطس:  خورخي ديميرجيان رسام أرجنتيني.
- 28 أغسطس:  تاتيانا كوزنتسوفا رائدة فضاء سوفيتية.
- 29 أغسطس:  مومورو ساكورا كاتبة قصص مصورة يابانية.
- 29 أغسطس:  جيمس ميرليس عالم اقتصاد بريطاني.
- 29 أغسطس:  سيلفانو كامبيجي رسام ومصمم ملصقات أفلام إيطالي.
- 30 أغسطس:  حسين عبد الرازق سياسي وكاتب صحفي مصري.
- 30 أغسطس:  حسن الدهماني مغني تونسي.
- 30 أغسطس:  غاري فريدريك كاتب قصص مصورة أمريكي.
- 31 أغسطس:  ألكسندر زاخارتشينكو قائد انفصالي عمل رئيسًا للوزراء ورئيسًا لدولة جمهورية دونيتسك الشعبية.

### سبتمبر
- 1 سبتمبر:  سعد السيلاوي إعلامي أردني.
- 1 سبتمبر:  خوسيه لويس ديبلدوكس مارتينيز أسقف روماني كاثوليكي مكسيكي.
- 1 سبتمبر:   مارجيت ساندمو مؤلفة خيال تاريخي نرويجية سويدية.
- 1 سبتمبر:  إحسان يارشاطر مؤرخ ولُغوي إيراني.
- 1 سبتمبر:  تارون ساغار فيلسوف وكاتب وراهب جايني هندي.
- 1 سبتمبر:  جان سيتلنغر سياسي فرنسي.
- 1 سبتمبر:  راندي ويستون عازف بيانو وجاز أمريكي.
- 1 سبتمبر:  فرناند فويسي كاتب ونقابي كندي.
- 1 سبتمبر  ميكولا شيتيوك أكاديمي ومؤرخ أوكراني.
- 2 سبتمبر:  كوثر رمزي ممثلة مصرية.
- 2 سبتمبر:  إيدا إيدي متزلجة ريفية نرويجية.
- 2 سبتمبر:  جيوفاني باتيستا أورباني سياسي شيوعي إيطالي.
- 2 سبتمبر:  إيان لاريبا لاعبة تنس طاولة فلبينية.
- 2 سبتمبر:  فريد زامبيرليتي مدرب رياضي أمريكي.
- 2 سبتمبر:  كونواي سافاج عازف موسيقى روك أسترالي.
- 3 سبتمبر:  جلال الدين حقاني قائد عسكري ومجاهد وعالم مسلم أفغاني.
- 3 سبتمبر:  جو كيو تشانج سياسي كوري شمالي.
- 3 سبتمبر:  كلير وينلاند ناشطة يوتيوبية ومؤلفة أمريكية.
- 3 سبتمبر:  خليل القارئ عالم مسلم وشيخ أئمة الحرمين الشريفين.
- 3 سبتمبر:  جاكلين بيرس ممثلة سينما وتلفزيون بريطانية.
- 3 سبتمبر:  بيدرو فيلاغرا ممثل تشيلي.
- 3 سبتمبر:  خوسيه هوجو سيليدونيو طاهٍ برازيلي.
- 3 سبتمبر:  كاتيانا رانييري ممثلة ومغنية إيطالية.
- 3 سبتمبر:  غوردون فيليبس حارس مرمى ومدرب كرة قدم إنجليزي.
- 4 سبتمبر:  ماريان بينش ملاكم محترف يوغوسلافي.
- 4 سبتمبر:  فلاديتا جيروتيتشطبيب نفس وأعصاب ومعالج نفسي ومؤلف صربي.
- 4 سبتمبر:  لي وانغ-بيو مصارع وفنان قتالي كوري جنوبي.
- 4 سبتمبر:  خالد التلمساني مصور فوتوغرافي وممثل ومساعد مخرج مصري.
- 4 سبتمبر:  آرثر جورج براديل سياسي وضابط شرطة أمريكي.
- 4 سبتمبر:  إليسا سيرنا مغنية وكاتبة أغاني إسبانية.
- 4 سبتمبر:  كريستوفر لوفورد ممثل وكاتب وفاعل خير أمريكي.
- 4 سبتمبر:  رومان جورجييفيتش مايبورودا مغني أوبرا أوكراني.
- 4 سبتمبر:   غينادي ميخائيلوفيتش ملخين ممثل مسرحي سوفييتي روسي.
- 5 سبتمبر:  راتشيل بلاند صحفية ويلزية.
- 5 سبتمبر:  دينيس جرين متسابق قوارب أسترالي.
- 5 سبتمبر:  بهاجواتيكومار شارما صحفي ومؤلف في كجراتي هندي.
- 5 سبتمبر:  روبرت كولتر سياسي ونقابي بريطاني.
- 5 سبتمبر:  فرانسو فلويك ضابط بحري فرنسي ومُعاون للجنرال شارل ديغول.
- 5 سبتمبر:  بياتريس سيجال ممثلة برازيلية.
- 5 سبتمبر:  بريسيلا أوبال شاعرة وروائية وكاتبة مسرحية كندية.
- 5 سبتمبر:  روجيه أغيلار سالازار سياسي مكسيكي.
- 5 سبتمبر:  ماكدة مورة ممثلة سورية.
- 6 سبتمبر:  بيرت رينولدز ممثل ومنتج ومخرج أمريكي.
- 6 سبتمبر:  آلان أوكمان لاعب كريكت إنجليزي.
- 6 سبتمبر:  ريتشارد ديفوس رجل أعمال وملياردير أمريكي.
- 6 سبتمبر:  فيليب إيدل مؤلف موسيقي وكاتب فرنسي.
- 6 سبتمبر:  كلاوديو سكيمون قائد أوركسترا إيطالي.
- 6 سبتمبر:  ويل جوردان ممثل أمريكي.
- 7 سبتمبر:  صموئيل بودمان مهندس وسياسي أمريكي.
- 7 سبتمبر:  مالكولم ميلر ممثل وموسيقي ومغني راب أمريكي.
- 7 سبتمبر:  يانغ سايد قائد عسكري وسياسي صيني.
- 7 سبتمبر:  ويلسون موريرا مغني وراقص سامبا برازيلي.
- 7 سبتمبر:  خوليو بلانك صحفي أرجنتيني.
- 8 سبتمبر:  غينادي غاغوليا رئيس وزراء أبخازيا الخامس.
- 9 سبتمبر:  أحمودة أحمد زين الدين والي ولاية ميلة في الجزائر.
- 9 سبتمبر:  فرانك أندرسون مصارع سويدي.
- 9 سبتمبر:  سيلفيو جراسيتي متسابق دراجات نارية إيطالي.
- 9 سبتمبر:  فاغنر كوستا ممثل ومغني وموسيقي برازيلي.
- 9 سبتمبر:  بيت ريشنر طبيب أطفال وعازف تشيلو سويسري.
- 9 سبتمبر:  يوناس أنتانيتس سياسي ليتواني.
- 10 سبتمبر:  إستفان غيكسي لاعب كرة قدم مجري.
- 10 سبتمبر:  يوهانس جيلدنهويز قائد عسكري جنوب أفريقي.
- 10 سبتمبر: آدم كليمر صحفي أمريكي.
- 10 سبتمبر:  جاكوبس فيستريك رسَّام هولندي.
- 10 سبتمبر:  روبرت هارولد بورتر رجل أعمال وسياسي كندي.
- 10 سبتمبر:  ميشال بونفي لاعب كرة سلة فرنسي
- 11 سبتمبر:  دون بانوز رائد أعمال أمريكي.
- 11 سبتمبر:  كالي كونيكولا سياسي وناشط حقوقي فنلندي.
- 11 سبتمبر:  كلثوم نواز سياسية باكستانية وزوجة رئيس الوزراء نواز شريف.
- 12 سبتمبر:  رشيد طه مغني راي جزائري.
- 12 سبتمبر:  دون نيومان لاعب ومدرب كرة سلة أمريكي.
- 12 سبتمبر:  إريك كلاينشستر عازف مُترددة نمساوي.
- 12 سبتمبر:  شن تشون شان أكاديمي وعالم فيزياء تايواني.
- 14 سبتمبر:  آنيكي غرونلوه مغنية هولندية.
- 15 سبتمبر:  توشيو ماسودا عالم اقتصاد ياباني.
- 15 سبتمبر:  جمال علام مغني وملحن جزائري.
- 15 سبتمبر:  خالد قاضي إعلامي سعودي.
- 16 سبتمبر:  عبد الرحمن ملين مخرج أفلام مغربي.
- 18 سبتمبر:  كارمنثيتا لارا مغنية بيروفية.
- 18 سبتمبر:  روبرت فينتوري مهندس معماري أمريكي.
- 19 سبتمبر:  جميل راتب ممثل مصري.
- 19 سبتمبر:  مائدة نزهت مغنية ومطربة عراقية.
- 19 سبتمبر:   خيري منصور كاتب وشاعر وناقد أدبي أردني فلسطيني.
- 19 سبتمبر:  ديوزو كولتشار مُسايف أولمبي مجري.
- 19 سبتمبر:  خيسوس رودريغيز ماغرو درَّاج إسباني.
- 20 سبتمبر:  محمد كريم العمراني سياسي ورجل أعمال مغربي شغل ثلاثة مرات منصب الوزير الأول.
- 20 سبتمبر:  فاضل برواري قائد عسكري عراقي.
- 21 سبتمبر:  تران داي كوانغ سياسي فيتنامي ورئيس الجمهورية الثامن.
- 22 سبتمبر:  إدنا مولوا سياسية جنوب أفريقية.
- 22 سبتمبر:  آل ماثيوز ممثل أمريكي.
- 22 سبتمبر:  عادل هيكل لاعب كرة قدم مصري.
- 23 سبتمبر:    تشارلز كاي كاو عالم فيزياء ومهندس ألكتروني صيني بريطاني أمريكي.
- 25 سبتمبر:  جلال أمين اقتصادي مصري.
- 25 سبتمبر:  سعاد العلي ناشطة حقوق عراقية.
- 25 سبتمبر:  إسماعيل فهد إسماعيل كاتب وروائي وناقد أدبي كويتي.
- 26 سبتمبر:  عيد بن مربح شاعر سعودي.
- 26 سبتمبر:  مانويل رودريغيز لاعب كرة قدم تشيلي.
- 27 سبتمبر:  تارة فارس عارضة أزياء وفاشينيستا وناشطة تواصل اجتماعي عراقية.
- 27 سبتمبر:  مبارك الحديبي شاعر كويتي.
- 27 سبتمبر:  مارتي بلين مغني وكاتب موسيقي أمريكي.
- 27 سبتمبر:  آرت ويليامز لاعب كرة سلة أمريكي.
- 29 سبتمبر:  خالد بن محمد الماجد مقرئ وإمام وأستاذ جامعي سعودي.

### أكتوبر
- 1 أكتوبر:   أنطوان صفير صحفي وأستاذ جامعي لبناني فرنسي.
- 1 أكتوبر:  سعيد بن علي بن وهف القحطاني عالم مسلم وكاتب سعودي ومؤلف كتاب حصن المسلم.
- 1 أكتوبر:   شارل أزنافور مغني كاتب أغاني وممثل فرنسي أرميني.
- 2 أكتوبر:  جمال خاشقجي، صحفي وإعلامي سعودي.
- 2 أكتوبر:  جلال عبد القادر ممثل مصري.
- 2 أكتوبر:   رومان كارتسيف فنان روسي سوفياتي.
- 2 أكتوبر:   غراسيانو روكتشيجياني ملاكم ألماني إيطالي.
- 2 أكتوبر:  سلامة كيلة كاتب ومفكر فلسطيني.
- 2 أكتوبر:  الأنبا بيشوي (مطران دمياط وكفر الشيخ).
- 3 أكتوبر:  ليون ليدرمان عالم رياضيات وفيزياء أمريكي.
- 4 أكتوبر:  كارل ميلدينبيرجير ملاكم ألماني.
- 5 أكتوبر:  عطيات الأبنودي مخرجة وكاتبة ومنتجة وممثلة مصرية.
- 5 أكتوبر:  خديجة جمال ممثلة مغربية.
- 6 أكتوبر:  مونتسيرات كابالي مغنية أوبرا إسبانية تلقب ب«سوبرانو».
- 6 أكتوبر:  سكوت ويلسون ممثل أمريكي.
- 6 أكتوبر:  جورج كافتان لاعب كرة سلة أمريكي.
- 6 أكتوبر:  فيكتوريا مارينوفا صحفية إستقصائية بلغارية.
- 7 أكتوبر: برايان هيوز لاعب ومدرب كرة قدم ويلزي.
- 8 أكتوبر:  دينا هارون ممثلة سورية.
- 8 أكتوبر:  فينانتانو فينانتانا ممثل إيطالي.
- 9 أكتوبر:  توماس ستايتز عالم كيمياء حيوية أمريكي.
- 11 أكتوبر:  لابينوت هاربوزي لاعب كرة قدم سويدي.
- 11 أكتوبر:  فاتوس آرابي شاعر وكاتب قصص قصيرة ومترجم وصحفي ألباني.
- 11 أكتوبر:  ديتر كمبر دراج ألماني.
- 12 أكتوبر:  غنوة سليمان ممثلة ومغنية مصرية.
- 13 أكتوبر:  جيم تايلور لاعب كرة قدم أمريكية أمريكي.
- 14 أكتوبر:  عبد العزيز الجاسم ممثل قطري.
- 14 أكتوبر:  أحمد بوسطيلة عسكري جزائري وقائد سابق لجهاز الدرك الوطني الجزائري
- 15 أكتوبر:  أحمد عبد الوارث ممثل مصري.
- 15 أكتوبر:  فيرناندو سيرينا لاعب كرة قدم إسباني.
- 15 أكتوبر:  أرتو بآسيلينا كاتب وصحفي فنلندي.
- 15 أكتوبر:  بول ألين، رجل أعمال أمريكي، قام بإنشاء شركة مايكروسوفت بالمشاركة مع بيل غيتس.
- 16 أكتوبر:  فرجينيا ياسين ممثلة عراقية.
- 17 أكتوبر:   أرا جولير مصور ومراسل وكاتب تركي أرميني.
- 17 أكتوبر:  كوجي تسوجيتاني ممثل ومخرج صوت ياباني.
- 17 أكتوبر:  جيف سكوت لاعب كرة قدم إنجليزي.
- 17 أكتوبر:  سيباستيان فيشر ممثل ألماني.
- 18 أكتوبر:  عبد الرحمن سوار الذهب، الرئيس الخامس للجمهورية السودانية
- 18 أكتوبر:  زلمي ويسا حاكم ولاية قندهار في أفغانستان.
- 19 أكتوبر:  دارين ستيوارت لاعب كرة قدم أسترالي.
- 19 أكتوبر:  توفيق العشا ممثل سوري.
- 19 أكتوبر:  علاء الدين القيسي مقرئ عراقي.
- 19 أكتوبر:   أوسامو شيمومورا عالم كيمياء حيوية وأحياء بحرية أمريكي ياباني.
- 19 أكتوبر:  والتر نودل عالم رياضيات نمساوي.
- 20 أكتوبر:  فيم كوك رئيس الحكومة الهولندية الأسبق.
- 21 أكتوبر:  إيلي بلاتشي لاعب ومدرب كرة قدم روماني.
- 21 أكتوبر:  روبير فوريسون أكاديمي فرنسي.
- 22 أكتوبر:  خوسيه فاراكا لاعب كرة قدم أرجنتيني.
- 23 أكتوبر:  تود ريد لاعب كرة مضرب أسترالي.
- 23 أكتوبر:  جيمس كارين ممثل أمريكي.
- 24 أكتوبر:  عدنان جيري شمائل الحارس الشخصي للرئيس العراقي السابق صدام حسين.
- 25 أكتوبر:  عمر الشيخ مخرج سينمائي وتلفزيوني مصري.
- 25 أكتوبر:  جون تايلور جاتو مدرس ومربي وكاتب أمريكي.
- 26 أكتوبر:  ريتشارد مورونغا ملاكم كيني.
- 27 أكتوبر:  فيشاي سريفادانابرابها ملياردير تايلندي ورجل أعمال كما كان مالك نادي ليستر سيتي.
- 27 أكتوبر:  دانيال كوريا فريتاس لاعب كرة قدم برازيلي.
- 27 أكتوبر:  فيشاي سريفادانابرابها ملياردير ورجل أعمال تايلندي.
- 27 أكتوبر:  ماريو سيغال رجل أعمال أمريكي.
- 28 أكتوبر:  حميد بن قاسم عقيل عالم مسلم يمني.
- 30 أكتوبر:  وايتي بولغر مجرم أمريكي واحد أشهر رجال العصابات الأمريكية.
- 30 أكتوبر:   دافيد أزولاي سياسي إسرائيلي من أصل مغربي.
- 30 أكتوبر:  عبدالله الحقيل، أديب ومؤرخ سعودي.
- 31 أكتوبر:  حمدي قنديل صحفي وإعلامي ومذيع وناشط سياسي.
- 31 أكتوبر:  تاديوز كراوس لاعب ومدرب كرة قدم تشيكي.
- 31 أكتوبر:  أمل منصور كاتبة فلسطينية.
- 31 أكتوبر:  جوني غراهام لاعب كرة قدم اسكتلندي.

### نوفمبر
- 1 نوفمبر:  ماجد الزواهرة، ممثل أردني.
- 1 نوفمبر:  كارلو جيوفري ممثل إيطالي.
- 2 نوفمبر:  سميع الحق سياسي وعالم مسلم باكستاني.
- 2 نوفمبر:  ريموند تشاو منتج أفلام صيني.
- 2 نوفمبر:  ألفارو دي لونا بلانكو ممثل إسباني.
- 3 نوفمبر:  ميمون الوجدي، مغني راي مغربي.
- 4 نوفمبر:  مصطفى مديح، مدرب كرة قدم مغربي.
- 5 نوفمبر:  علي الصقلي الحسيني، أديب وشاعر مغربي.
- 5 نوفمبر:  الهادي عبد السلام الشريف، مسيقار ليبي.
- 6 نوفمبر:  جوناثان كانتويل دراج أسترالي.
- 6 نوفمبر:   إنعام المفتي سياسية ودبلوماسية فلسطينية أردنية.
- 6 نوفمبر:  تيتسوؤو غوتو ممثل ومؤدي أصوات ياباني.
- 7 نوفمبر:  فرانسيس لاي ملحن وعازف أوكورديون فرنسي.
- 7 نوفمبر:   ماسانوبو شينوزوكا مهندس ميكانيكا تطبيقية أمريكي ياباني.
- 9 نوفمبر:  نادية صالح إعلامية مصرية.
- 10 نوفمبر:  محمود السمرة أكاديمي ووزير أردني.
- 11 نوفمبر:  هيربرت لندن أستاذ جامعي وأكاديمي وناشط يميني يهودي أمريكي.
- 12 نوفمبر:  لي مين هاي دراجة كورية جنوبية.
- 12 نوفمبر:  إبراهيم سالم محمدين سياسي ورجل أعمال مصري.
- 12 نوفمبر:  ستان لي، كاتب ومحرر قصص مصورة أمريكي.
- 13 نوفمبر:  دايفيد ستيوارت لاعب كرة قدم اسكتلندي.
- 14 نوفمبر:  مورتن جرونوالد ممثل دنماركي.
- 14 نوفمبر:  غوتفريد ويلينمان الابن دراج سويسري.
- 15 نوفمبر:  تاكايوكي فوجيكاوا لاعب ومدرب كرة قدم ياباني.
- 15 نوفمبر:  روي كلارك مغني وموسيقي أمريكي.
- 15 نوفمبر:  قاسم كافي، مغني وملحن شعبي تونسي.
- 16 نوفمبر:  وليام غولدمان كاتب وروائي وكاتب مسرحي أمريكي.
- 16 نوفمبر:  جمال محمد عمرسياسي وقاضي يمني.
- 16 نوفمبر:  حاتم بالرابح ممثل تونسي.
- 17 نوفمبر:  متين توريل لاعب ومدرب كرة قدم تركي.
- 17 نوفمبر:  جين بيرس لاعب كرة سلة أمريكي.
- 18 نوفمبر:  هيكتور بيلتران ليفا، إمبراطور مخدرات مكسيكي.
- 18 نوفمبر:  زياد أبو عبسي ممثل وأستاذ جامعي لبناني.
- 18 نوفمبر:  شاهيناز ممثلة مصرية.
- 19 نوفمبر:  علي رودريغيس آراكي سياسي ومحامي ودبلوماسي فنزويلي.
- 19 نوفمبر:  شلومو أريل ضابط عسكري إسرائيلي والقائد السابع لسلاح البحرية.
- 20 نوفمبر:  جيمس بيلينغتون أمين مكتبة الكونغرس الثالث عشر.
- 20 نوفمبر:  آرون كلوغ عالم كيمياء وفيزياء حيوية بريطاني.
- 20 نوفمبر:  صالح علي باصرة سياسي وأكاديمي يمني.
- 21 نوفمبر:  إيجور كوربوف قائد عسكري روسي ورئيس مديرية المخابرات الرئيسية.
- 21 نوفمبر:  رودني غرين لاعب كرة قدم إنجليزي.
- 22 نوفمبر:  محمد بن شريفة عميد الدراسات الأندلسية مغربي.
- 22 نوفمبر:  أندريه فيشر لاعب كرة قدم بولندي.
- 23 نوفمبر:  نيكولاس رويغ مصور ومخرج سينمائي بريطاني.
- 23 نوفمبر:  برنار غوتييه دراج فرنسي.
- 23 نوفمبر:  كيفن أوستن لاعب كرة قدم إنجليزي.
- 24 نوفمبر:  سعيدة جونبا متسابقة رياضية أولمبية جورجية.
- 24 نوفمبر:  ديفيد ديفياجبون ملاكم نيجيري.
- 25 نوفمبر:  فكتور كانيفسكي لاعب ثم مدرب كرة قدم أوكراني.
- 25 نوفمبر:  ويلي نولس لاعب كرة سلة أمريكي.
- 25 نوفمبر:  إيفا بروبست ممثلة ألمانية.
- 25 نوفمبر:  المنصف الأزعر ممثل وكاتب سيناريو ومسرحي تونسي.
- 25 نوفمبر:  غراهام وليامز لاعب ثم مدرب كرة قدم ويلزي.
- 25 نوفمبر:  فخري قدوري اقتصادي وسياسي عراقي.
- 26 نوفمبر:  برناردو برتولوتشي مخرج سينمائي وكاتب سيناريو إيطالي.
- 26 نوفمبر:  عادل أمين ممثل مصري.
- 26 نوفمبر:  ستيفن هيلنبرغ فنان وكاتب ومخرج أمريكي.
- 27 نوفمبر:  سلطان البرقان لاعب كرة قدم سعودي.
- 27 نوفمبر:  ماهيتو تسوجيمورا ممثل ومؤدي أصوات ياباني.
- 27 نوفمبر:  أمل حمادة ناقدة فنية وناشطة لبنانية على مواقع التواصل الاجتماعي.
- 28 نوفمبر:  نيكادور كارفاليو مدرب كرة قدم برازيلي.
- 28 نوفمبر:  مارك فاريل لاعب كرة مضرب بريطاني.
- 29 نوفمبر:   فيكتور ماتفينكو لاعب ثم مدرب كرة قدم سوفيتي أوكراني.
- 30 نوفمبر:  جورج بوش الأب الرئيس الأمريكي الحادي والأربعون.

### ديسمبر
- 1 ديسمبر:  إنيو فانتاستيني ممثل إيطالي.
- 1 ديسمبر:  سكوت ستيرني طيار بحري ونائب أميرال بحرية الولايات المتحدة.
- 2 ديسمبر:  بول شيروين دراج بريطاني.
- 2 ديسمبر:  بيرند مارتن لاعب كرة قدم ألماني.
- 3 ديسمبر:  ماركوس باير ملاكم ألماني.
- 3 ديسمبر:  خوسيه لويس نونيز رجل أعمال إسباني والرئيس الخامس والثلاثون لِنادي برشلونة.
- 3 ديسمبر:  فيليب بوسكو ممثل أمريكي.
- 5 ديسمبر:  عريان السيد خلف شاعر شعبي عراقي.
- 5 ديسمبر:  خليل قنصل كاتب ومؤلف وعالم فلك أردني.
- 6 ديسمبر:  دجوزو فورينتوس لاعب شطرنج مجري.
- 6 ديسمبر:  توماس بابتيست ممثل ومغني أوبرا بريطاني.
- 7 ديسمبر:  لويجي راديشي لاعب ومدرب كرة قدم إيطالي.
- 7 ديسمبر:  بيليساريو بيتانكور الرئيس السادس والعشرين لجمهورية كولومبيا.
- 7 ديسمبر:  أكرم التلاوي ممثل سوري.
- 8 ديسمبر:  ديفيد ويثيرال طبيب بريطاني وباحث في علم الوراثة الجزيئي وعلم الدم والأمراض.
- 8 ديسمبر:  لودميلا أليكسيفا مؤرخة وناشطة حقوق إنسان روسية.
- 8 ديسمبر:  إيفلين بيريزين عالمة حاسوب أمريكية.
- 9 ديسمبر:  إريك أندرسون لاعب كرة سلة أمريكي.
- 9 ديسمبر:  روبرت بيرجلاند سياسي أمريكي.
- 9 ديسمبر:   ريكاردو جياكوني عالم فيزياء أمريكي إيطالي.
- 9 ديسمبر:  ويليام بلوم مؤرخ وكاتب وصحفي أمريكي.
- 9 ديسمبر:  تيم باسيت لاعب كرة سلة أمريكي.
- 9 ديسمبر:  تاج الدين نوفل شاعر، ومقدم برامج مصري.
- 10 ديسمبر:  حميد الزاهر مغني مغربي.
- 10 ديسمبر:  محمود القلعاوي ممثل مصري.
- 11 ديسمبر:  والتر وليامز لاعب كرة قدم هندوراسي.
- 12 ديسمبر:  إيرج دانايي فرد لاعب كرة قدم إيراني.
- 12 ديسمبر:  سعيد بن محي بن أحمد آل أحمد القحطاني معمر سعودي كان آخر الباقين على قيد الحياة ممن شاركوا في حروب توحيد السعودية.
- 12 ديسمبر:  يوسف يوسف ممثل أردني.
- 12 ديسمبر:  نوال ديفال مؤرخ وعالم آثار ونقائش فرنسي.
- 13 ديسمبر:  نانسي ويلسون ممثلة ومغنية وعازفة جاز أمريكية.
- 13 ديسمبر:  أشرف نعالوة شاب فلسطيني نفَّذ عملية منطقة بركان الصناعية.
- 14 ديسمبر:  حسن كامي ممثل ومطرب أوبرالي مصري.
- 14 ديسمبر:  شارلوته فورجيتسكي ممثلة وأديبة ألمانية.
- 15 ديسمبر:  غيرما ولد غيورغيس ثاني رؤساء الجمهورية الأثيوبية.
- 15 ديسمبر:  فيليب مورو سياسي بلجيكي وعمدة في بروكسل.
- 15 ديسمبر:   دوشان نيكوليتش لاعب كرة قدم يوغوسلافي صربي.
- 15 ديسمبر:  عبد الله سعد المزروع قائد كشفي سعودي.
- 17 ديسمبر:  بيني مارشال منتجة أفلام ومخرجة وممثلة أمريكية. ومقتل لويزا فيسترجر جيسبرسن ومارين أولاند
- 18 ديسمبر:  بيل سلاتر لاعب كرة قدم إنجليزي.
- 19 ديسمبر:  محمد حسن دماج سياسي يمني.
- 19 ديسمبر:  ميل هاتشينز لاعب كرة سلة أمريكي.
- 20 ديسمبر:  سليمان المشيني شاعر أردني.
- 22 ديسمبر:  جيكو لوفيني سياسية فيجية.
- 22 ديسمبر:  روبرتو سوازو كوردوفا سياسي وطبيب هندوراسي ورئيس جمهورية بلاده.
- 22 ديسمبر:  طلال بن عبد العزيز آل سعود أمير ورجل أعمال وسياسي سعودي.
- 22 ديسمبر:  بادي أشدون سياسي ودبلوماسي بريطاني.
- 22 ديسمبر:  سلطان العدوان رئيس نادي الفيصلي الأردني.
- 22 ديسمبر:  جان بورغين عالم رياضيات بلجيكي.
- 22 ديسمبر:  روجر أوين مؤرخ بريطاني.
- 24 ديسمبر:  يوزيف آداميك لاعب كرة قدم تشيكي.
- 24 ديسمبر:   محمود الهاشمي الشاهرودي عالم مسلم وسياسي إيراني عراقي.
- 24 ديسمبر:  جايمي توريس موسيقي وممثل أرجنتيني.
- 25 ديسمبر:  نانسي رومان عالمة فلك أمريكية.
- 26 ديسمبر:  بيني كوك ممثلة أسترالية.
- 26 ديسمبر:  روي ج. غلاوبر عالم فيزياء نظرية أمريكي.
- 26 ديسمبر:  فرانك أدونيس ممثل أمريكي.
- 27 ديسمبر:  برايان جوردن لاعب كرة قدم إنجليزي.
- 27 ديسمبر:  خوان أغويرو لاعب كرة قدم باراغواياني.
- 27 ديسمبر:  روبرت كيرمان ممثل أمريكي.
- 27 ديسمبر:  جيم ديفيس لاعب كرة سلة أمريكي.
- 28 ديسمبر:  توشيكو فوجيتا مؤدية أصوات ومغنية يابانية.
- 28 ديسمبر:  بيتر هيل وود رجل أعمال بريطاني وثالث رؤساء نادي أرسنال لكرة القدم.
- 28 ديسمبر:  عاموس عوز كاتب وروائي وصحفي إسرائيلي.
- 28 ديسمبر:  إدغار معلوف سياسي وعسكري لبناني.
- 28 ديسمبر:  عبد المالك بن حبيلس سياسي ودبلوماسي جزائري.
- 28 ديسمبر:  شيخو شاجاري سادس رؤساء الجمهورية النيجيرية.
- 28 ديسمبر:  جون ويتفيلد ممثلة بريطانية.
- 28 ديسمبر:  بومبر تورموهلين لاعب ومدرب كرة سلة أمريكي.
- 29 ديسمبر: روزيندا مونتيروس ممثلة مكسيكية.
- 30 ديسمبر:  جوديث ريتش هاريس عالمة نفس أمريكية.
- 31 ديسمبر:  بيتر تومبسون لاعب كرة قدم إنجليزي.
- 31 ديسمبر:   قادر خان كاتب سيناريو وممثل هندي كندي.
- 31 ديسمبر:  جولريز سروري ممثلة مسرح وكاتبة تركية.
- 31 ديسمبر:  مايا كزابيانكا مغنية فرنسية إسرائيلية من مواليد المغرب.

## جوائز عالمية

### جوائز نوبل

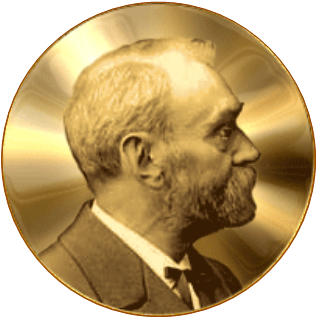
ميدالية نوبل

- في الكيمياء:  فرانسيس أرنولد، جورج سميث، غريغوري وينتر
- في العلوم الاقتصادية:  بول رومر، وليام نوردهاوس
- في الأدب: لم يتم تسليمها هذا العام
- في السلام:  دينيس موكويغي،  نادية مراد
- في الفيزياء:  أرثر أشكين،  جيرار مورو

 , دونا ستريكلاند
- في الطب وعلوم وظائف الأعضاء:  جيمس أليسون،  تاسوكو هونجو

### جوائز الأوسكار 2018
- 4 مارس 2018: أقيم حفل توزيع حفل توزيع جوائز الأوسكار التسعون:

### جائزة بوليتزر2018
- عن فئة الخدمة العامة: للصحفيتين جودي كانتور وميغان توهي من صحيفة نيويورك تايمز والصحفي رونان فارو من مجلة النيويوركر لكشفهم للفضائح الجنسية التي ارتكبها أصحاب الثروة والسلطة وأبرزها فضيحة هارفي وينشتاين الجنسية.[7]
- عن فئة الأخبار العاجلة: طاقم صحيفة «البرس ديموكرات» لتغطيتها المفصلة لحرائق غابات شمال كاليفزرنيا.[8]
- عن فئة الصحافة الاستقصائية: طاقم صحيفة واشنطن بوست عن تقاريرها التي غيرت من نتيجة انتخابات ممثل مجلس الشيوخ عن ولاية ولاية ألاباما عام 2017، بعد الكشف أن المرشح روي مور تحرش جنسياً بفتيات قاصرات.[9]
- عن فئة الصحافة التفسيرية: صحيفة «أريزونا ريبابليك» وشبكة صحف يو إس إيه توداي لنقلها الإعلامي المتنوع من كتابة وفيديو وإذاعيات وواقع افتراضي لفحص صعوبات وعد الرئيس الأمريكي دونالد ترامب لبناء جدار مع المكسيك من وجهات نظر مختلفة.[10]
- عن فئة الصحافة المحلية: طاقم صحيفة سينسيناتي إنكوايرر لتوثيقها مشكلة الإدمان على الهيروين التي تعاني منها مدينة سينسيناتي وتأثيره المدمر على العائلات والأفراد.[11]
- عن فئة الصحافة الوطنية: طاقمي صحفتي نيويورك تايمز وواشنطن بوست لتغطيتهم حول التدخل الروسي في انتخابات الولايات المتحدة 2016 وصلتها بحملة ترامب الرئاسية.[12]
- عن فئة الصحافة الدولية: تشارلز بولدوين وأندرو مارشال ومانويل موغاتو من وكالة رويترز للأنباء لكشفهم لحملات القتل غير المشروعة التي ارتكبها الرئيس الفلبيني رودريغو دوتيرتي في حربه على المخدرات.[13]
- عن فئة الكتابة المتميزة: ريتشل كادزي غانساه من مجلة جي كيو لعملها حول القاتل ديلان روف وتحليل للخلفيات التاريخية والثقافية التي أدت إلى واقعة إطلاق النار في كنيسة تشارلستون.[14]
- عن فئة التعليق: جون أركيبالد من صحيفة «بيرمنغهام نيوز» لتعليقاته ذات الطابع الألابامي المحلي وانتقد المسؤولين الفاسدين ومناصرة حقوق المرأة.[15]
- عن فئة النقد: الناقد الفني جيري سالتز من مجلة نيويورك لأعمله في نقد الفنون البصرية في الولايات المتحدة.[16]
- عن فئة كتابة الافتتاحيات: أندي دومينيك من صحيفة دي موين ريجستر لإيصاله صوت الفقراء بولاية آيوا بعد تخصيص الولاية لنظام التأمين الصحي الممول حكومياً.[17]
- عن فئة الرسوم الهزلية: جيك هالبيرن ومايكل سلون من نيويورك تايمز لنقلهم للمعاناة الحقيقية لعائلات اللاجئين وخوفهم من الترحيل.[18]
- عن فئة تصوير الأخبار العاجلة: راين كيلي من صحيفة الديلي بروغريس لنقله لصور أحداث العنف العرقية ومنها وقوع هجوم الدهس في احتجاجات شارلوتسفيل بولاية فرجينيا.[19]
- عن فئة التصوير الفوتوغرافي المتميز: طاقم وكالة رويترز للأنباء لصتصويرهم لمعاناة اللاجئين الروهينغيا الهاربين من العنف في ميانمار ونقلها للعالم.[20]
- عن فئة الأعمال الخيالية: كتاب «أقل» من تأليف أندرو شون غرير.[21]
- عن فئة الدراما: مارتينا مايوك عن مسرحية «كلفة المعيشة».[22]
- عن فئة الأعمال التاريخية: جاك إمرسون ديفس عن كتاب «الخليج: صناعة بحر أمريكي».[23]
- عن فئة السيرة الذاتية: الكاتبة كارولين فريزر عن كتابتها حول سيرة حياة لورا إنغالز وايلدر.[24]
- عن فئة الشعر: فرانك بيدارت عن مجلد «نصف ضوء: مجموعة قصائد 1965-2016».[25]
- عن فئة الأعمال غير الخيالية: جيمس فورمان الابن عن عمله بعنوان «اعتقال خاصتنا: الجريمة والعقاب في أمريكا السوداء».[26]
- عن فئة الموسيقى: ألبوم «دامن» (DAMN) لمغني الراب كيندريك لامار وهو أول ألبوم ليس من نوع الجاز أو الموسيقى الكلاسيكية الذي ينال الجائزة في التاريخ.[27]

### جائزة الملك فيصل العالمية2018
الفائزون للعام 2018
- جائزة العلوم:  البروفيسور السير جون بول (الرياضيات).
- جائزة الطب:  البروفيسور جيمس أليسون (العلاج المناعي للسرطان).
- جائزة اللغة العربية والأدب:  الأستاذ الدكتور شكري المبخوت (الدراسات التي تناولت السيرة الذاتية في الأدب العربي).
- جائزة الدراسات الإسلامية:  الأستاذ الدكتور بشار عواد معروف (الأعمال التي أُنجزت في تحقيق كتب التاريخ الإسلامي والتراجم).
- جائزة خدمة الإسلام:  الأستاذ الدكتور أرواندي جاسوير

### جائزة سخاروف لحرية الفكر2018
- فاز بها أوليغ سينتسوف  (مخرج افلام وثائقية أوكراني معتقل في روسيا محكوم بـ20 سنة سجن).

## وفيات
- 12 أغسطس - أحمد ناجي أبو حمادة، قيادي في حركة فتح فلسطيني